# Протесты против военного переворота в Мьянме (с 2021)
Протесты против военного переворота в Мьянме, также известные как Весенняя революция (бирм. နွေဦးတော်လှန်ရေး), начались 2 февраля 2021 года в ответ на военный переворот, смещение и арест Аун Сан Су Чжи и установление в Мьянме военного правления под руководством Государственного административного совета.
Многие протесты проходили мирно, но затем началась вооруженная борьба против военного режима. Военные же реагировали как на мирные протесты, так и на акты насилия одинаково: применяя оружие, осуществляя массовые произвольные аресты и пытки. Достоверные источники к марту 2022 года зарегистрировали более 1 600 случаев гибели людей, многие из которых участвовали в мирных протестах. По крайней мере, 350 из них погибли в заключении. Силы безопасности задержали более 12 500 человек, из которых 9 500 к марту 2022 года оставались под стражей, включая, по крайней мере, 240 детей. Многие из них, как сообщается, подверглись пыткам.

## Протесты

### Февраль

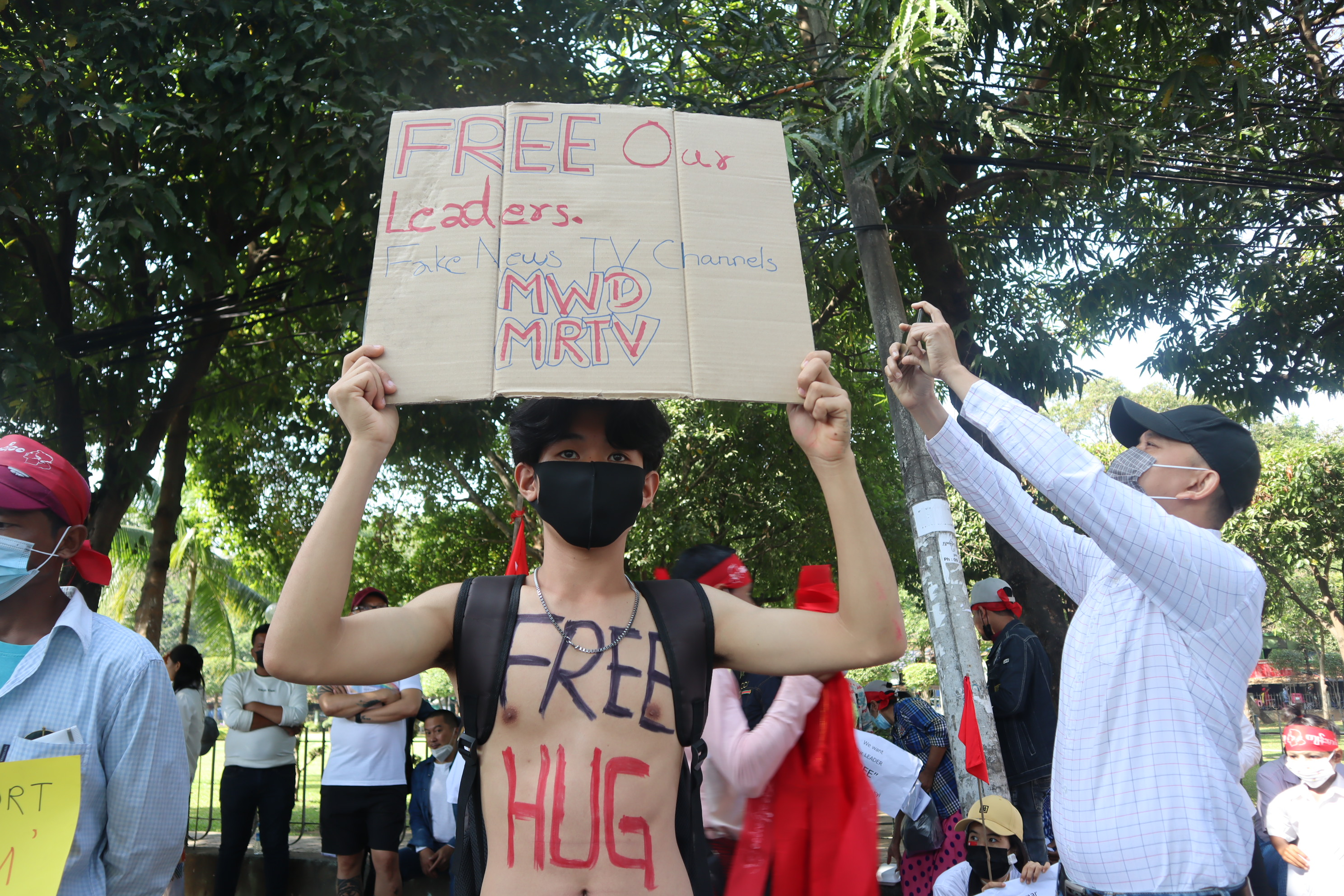
Протестующий требует освободить лидеров страны, арестованных военными

2 февраля 2021 года несколько человек в Янгоне устроили короткую 15-минутную акцию протеста в 20:00 по местному времени, призывая к свержению диктатуры и освобождению Аун Сан Су Чжи.
4 февраля около 20 человек приняли участие в протестной акции против военного переворота возле медицинского университета в городе Мандалай.
5 февраля полиция Мьянмы задержала 4 протестующих в городе Мандалай. Забастовку против Государственного административного совета также начали 300 рабочих на медных рудниках Чхисинтаун в округе Сикайн.
6 февраля в городе Янгон прошла протестная акция против военного переворота с участием 3000 демонстрантов. На улицах Янгона были развернуты бойцы полиции Мьянмы, водомёты и бамбуковые баррикады с колючей проволокой. Государственный административный совет в ответ ввёл в Мьянме частичное отключение Интернета, чтобы предотвратить использование соцсетей для подстрекательства к беспорядкам и протестам в городах Мьянмы.
7 февраля, во время акции протеста в городе Мьявади, полиция Мьянмы произвела несколько выстрелов в воздух резиновыми пулями. В городе Мандалай прошла акция протеста против военного переворота в Мьянме с участием нескольких тысяч человек, 300 мотоциклов и 50 автомобилей. В городе Янгон на акции протеста против военного переворота вышли 60 тысяч человек. Также более 500 демонстрантов, среди которых много этнических китайцев, вышли на акцию протеста в городе Лашо на севере Мьянмы.
8 февраля в Нейпьидо начались новые акции протеста с участием более 5000 человек, полиция Мьянмы применила водомёт против сторонников Национальной лиги за демократию. В городе Янгон на акцию протеста против военного переворота вышли, по некоторым данным, несколько сотен тысяч человек. В некоторых районах города Мандалай из-за протестов против Государственного административного совета были введены военное положение и комендантский час с 20:00 до 4:00. На фоне массовых протестных акций в Мьянме, председатель Государственного административного совета Мин Аун Хлайн выступил с обращением к нации, в котором пообещал провести в Мьянме свободные выборы.

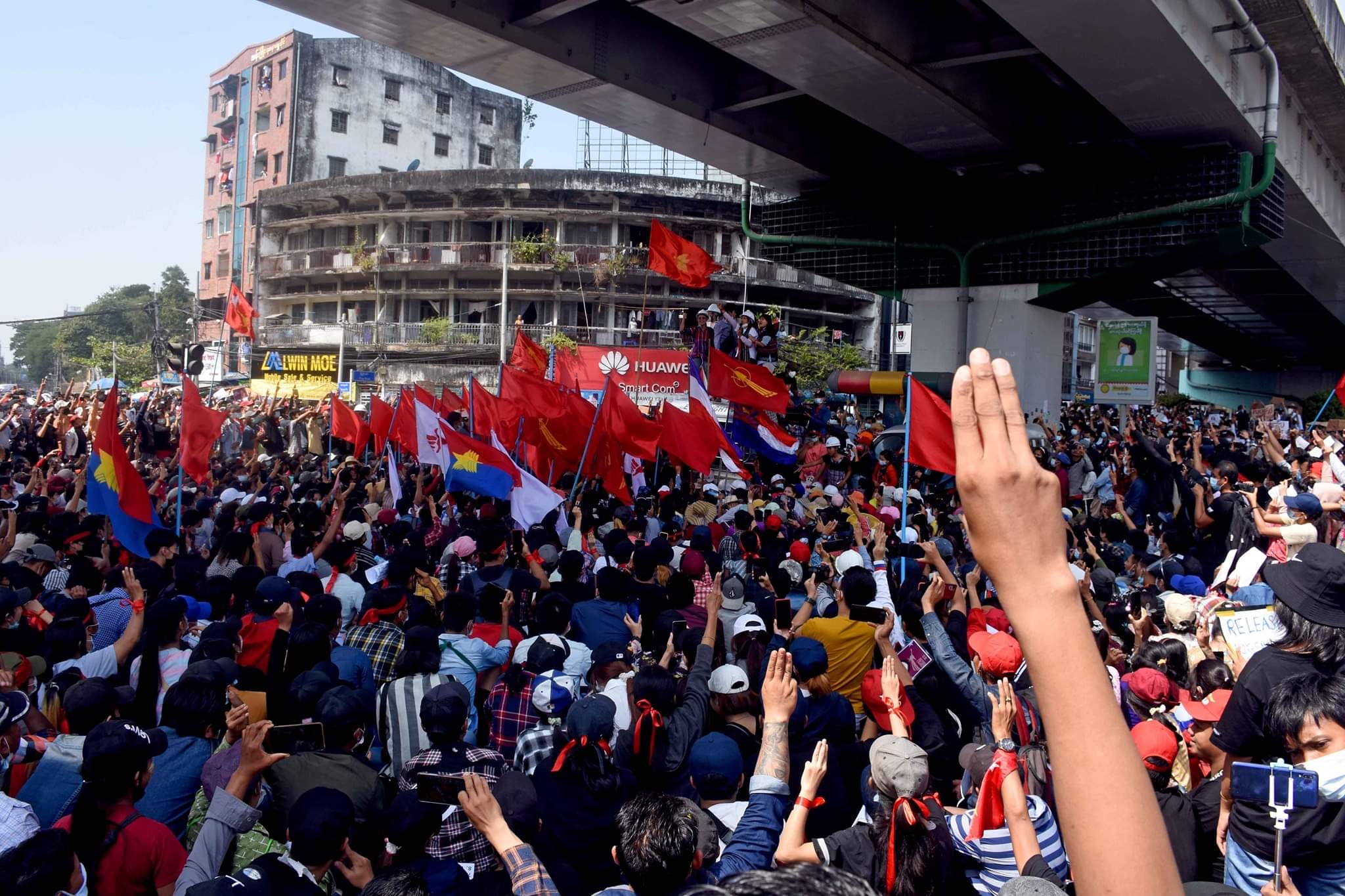
Митинг против военного переворота в центре Янгона 9 февраля

9 февраля полиция Мьянмы задержала по меньшей мере 27 человек за участие в многотысячных акциях протеста в городах Мандалай и Нейпьидо. Полицейские также применили резиновые пули для разгона многотысячного митинга в Нейпьидо, в результате 4 протестующих были ранены. В ответ сторонники «Национальной лиги за демократию» кидали бутылки, палки и камни в группу мьянманских полицейских, а полиция вновь применила водомёты. В ходе разгона полицией Мьянмы акций протеста в Нейпьидо суммарно пострадали 16 демонстрантов. В Янгоне для предотвращения беспорядков были развёрнуты военнослужащие вооружённых сил Мьянмы. СМИ вооружённых сил страны заявили, что во время беспорядков в городе Мандалай пострадали 4 полицейских, несколько автомобилей полиции Мьянмы были повреждены демонстрантами.
10 февраля акции протеста против военного переворота возобновились в Нейпьидо. Полиция отпустила 80 человек, задержанных на акциях протеста днём ранее в городе Мандалай.
11 февраля акции протеста против военного переворота продолжились в Нейпьидо и Янгоне.
12 февраля полиция применила резиновые пули для разгона митинга в городе Моламьяйн на юго-востоке Мьянмы, в результате 3 человека получили ранения.
13 февраля акции протеста против военного переворота состоялись в Янгоне.
14 февраля, в ответ на непрекращающиеся протесты, военное руководство страны приостановило действие закона, ограничивающего полномочия сил безопасности Мьянмы. На улицах Янгона появились бронетранспортеры армии Мьянмы. В районе электростанции Качин, недалеко от города Мьичина, служба безопасности электростанции открыла огонь в сторону толпы демонстрантов. После сообщений о стрельбе по протестующим связность мьянманского интернета упала на 86 %.
15 февраля полиция и армия открыли стрельбу из боевого оружия в городе Мандалай. Издание Frontier Myanmar сообщило, что силовики стреляют без разбора, чтобы разогнать протесты в Мандалае на 26-й и 82-й улицах. Военные и полицейские стреляли по домам, количество жертв неизвестно.
По некоторым данным, в результате применения резиновых пуль против студенческой демонстрации в Мандалае пострадали 6 демонстрантов. Около 100 000 демонстрантов в Минбу, представляющих коалицию индусов, мусульман, нефтяников и государственных служащих, собрались, чтобы выразить протест против военного переворота и заключения избранных гражданских политиков.

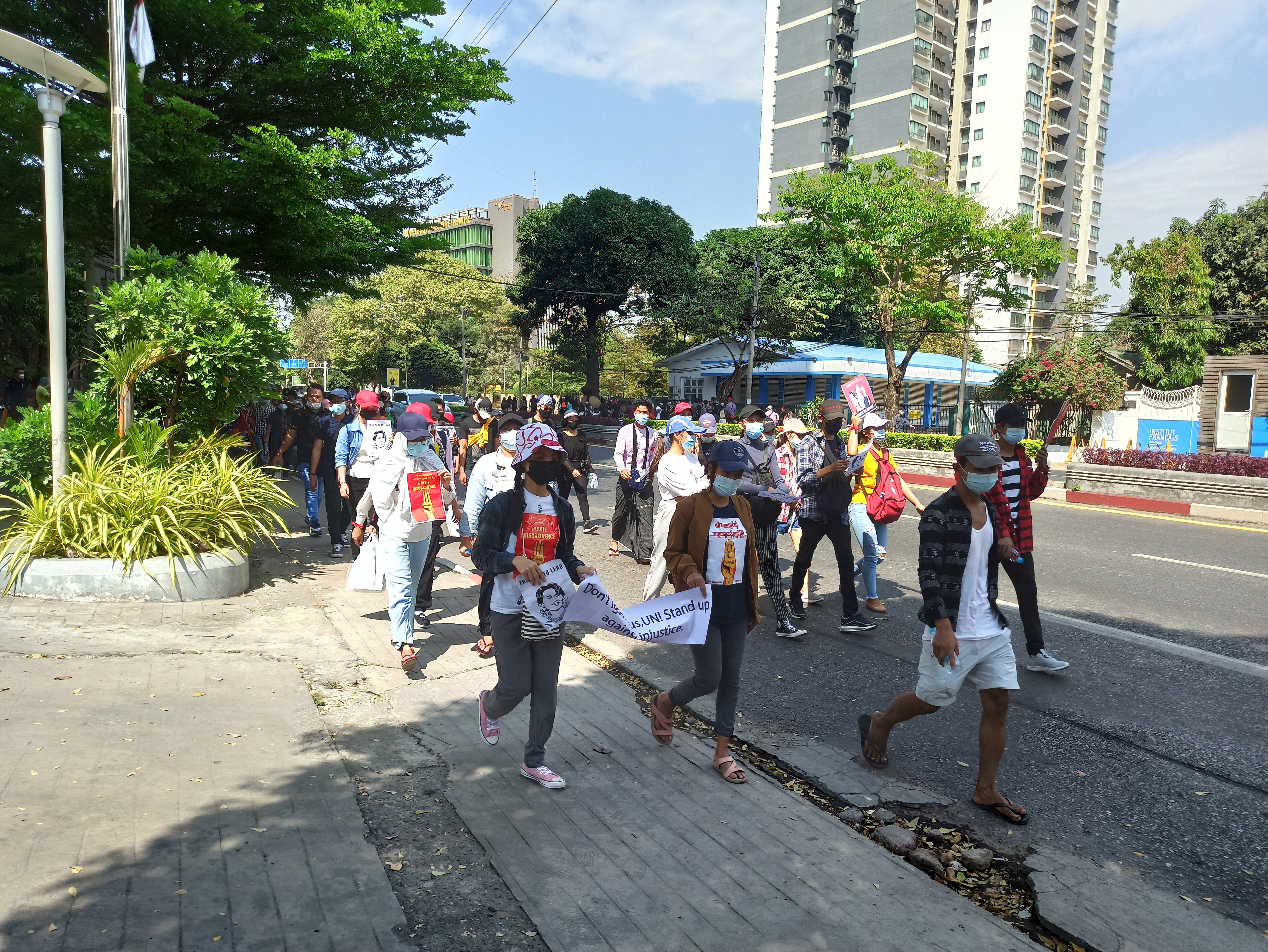
Шествие против переворота

16 февраля официальный представитель вооружённых сил Мьянмы бригадный генерал Зо Мин Тун осудил массовые протесты и уличные беспорядки в стране, напомнив о намерении военных провести новые многопартийные выборы после отмены режима чрезвычайного положения.
17 февраля появилась информация о том, что более 100 демонстрантов пострадали в Мандалае 15 февраля из-за того, что полиция применила для разгона уличных акций пневматические пистолеты, резиновые дубинки и пневматические ружья.
17 февраля на железнодорожном вокзале Мандалая произошло столкновение протестующих с силами безопасности вокзала и полицией. В результате применения резиновых пуль и слезоточивого газа пострадали 9 демонстрантов.
19 февраля скончалась 20-летняя Мья Тхвэ Тхвэ Кхин, раненая в голову пулей во время протестных акций в Нейпьидо 9 февраля.
20 февраля полиция применила огнестрельное оружие для разгона демонстрации в Мандалае, в результате 2 протестующих погибли, ещё 40 демонстрантов получили ранения.
21 февраля генеральный секретарь ООН Антониу Гутерриш осудил стрельбу на поражение при разгоне мирной демонстрации в Мьянме, в результате которой погибли несколько человек, а также призвал к немедленному возвращению власти гражданскому правительству.
22 февраля началась всеобщая забастовка, сотни тысяч протестующих вышли на улицы во многих городах страны. Издание Frontier Myanmar назвало это крупнейшей акцией протеста после переворота. Пользователи сети делились фотографиями протестов в социальных сетях, назвав их «восстанием 22222».
25 февраля в Янгоне гражданские сторонники Государственного административного совета вступили в столкновение с демонстрантами, пострадали 10 человек.
26 февраля полиция применила огнестрельное оружие для разгона акций протеста в Янгоне. Резиновые пули и светошумовые гранаты также были применены полицией в Янгоне и Мандалае. К многочисленному шествию присоединились буддистские монахи. Между тем, не состоялся визит в Мьянму спецпосланника ООН Кристин Шранер Бургенер из-за препятствования военных. В ответ дипломат заявила, что военные страны не хотят, чтобы им мешали проводить дальнейшие репрессии и добавила, что международному сообществу следует вмешаться в происходящее в Мьянме, где новые власти могут далеко зайти в своих действиях.

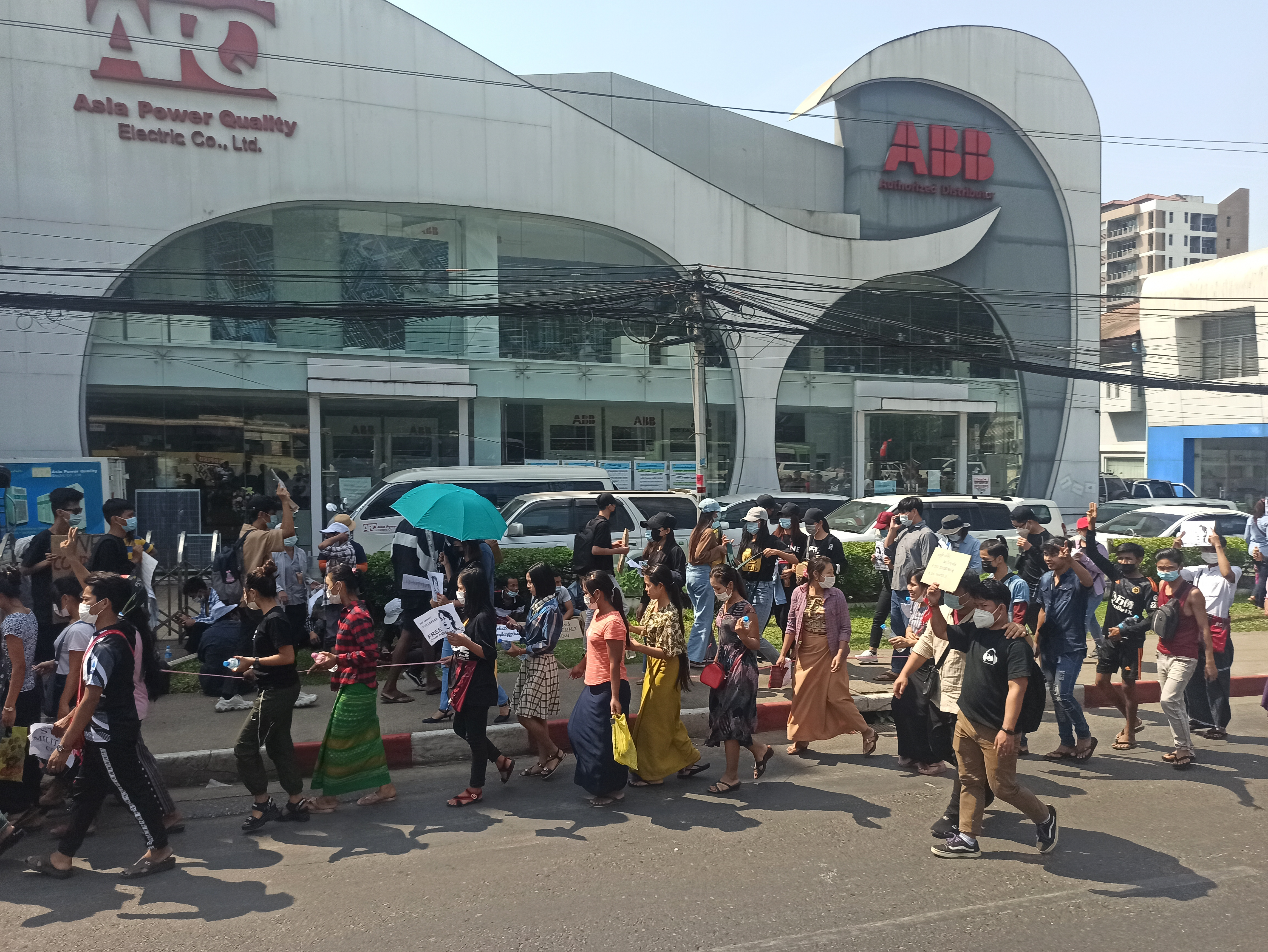
Протестующие идут шествием по Пяй-роуд в Янгоне

28 февраля по всей стране вновь прошли массовые акции протеста. Однако в этот раз они встретили жестокий разгон со стороны военных и полиции, которые открыли огонь боевыми патронами по гражданам в Янгоне, Тавое, Мандалае, Мьее, Пегу и Пакхоуку. В результате погибли по меньшей мере 18 человек, ещё десятки получили ранения.

### Март
3 марта в ходе протестов полиция применила для разгона пистолеты-пулемёты. В результате погибло 38 человек, число раненых неизвестно. Боевое оружие было применено против мирных демонстрантов и медицинских работников, а спецпосланник ООН Кристин Шранер Бургенер назвала этот день самым страшным с момента переворота.
8 марта в ходе акций протестов в северном городе Мьичина сотрудники полиции застрелили двоих демонстрантов, ещё один протестующий был убит сотрудниками правоохранительных органов в городе Фиар-Пон. Генеральный секретарь ООН Антониу Гутерриш призвал военных отпустить несколько сотен демонстрантов, которых те заблокировали в одном из жилых кварталов Янгона. Около 200 участников молодёжной демонстрации в столице несколько часов продолжают оставаться в одном из жилых зданий в окружении военных и полиции.
11 марта военные и полиция вновь применили боевое оружие против демонстрантов по всему Янгону. Кроме того, полиция устроила рейды по квартирам, арестовав сотни человек. Обыски прошли и у работников железнодорожного вокзала, которые присоединились к забастовке. Задержанных увезли в неизвестном направлении на грузовиках без опознавательных знаков. Совет Безопасности ООН принял заявление генерального секретаря организации Антониу Гутерриша, решительно осудив насилие военного режима Мьянмы против участников акций протеста. Совбез также заявил о необходимости демократического перехода власти в стране, призвав уважать права человека и обеспечить верховенство закона.

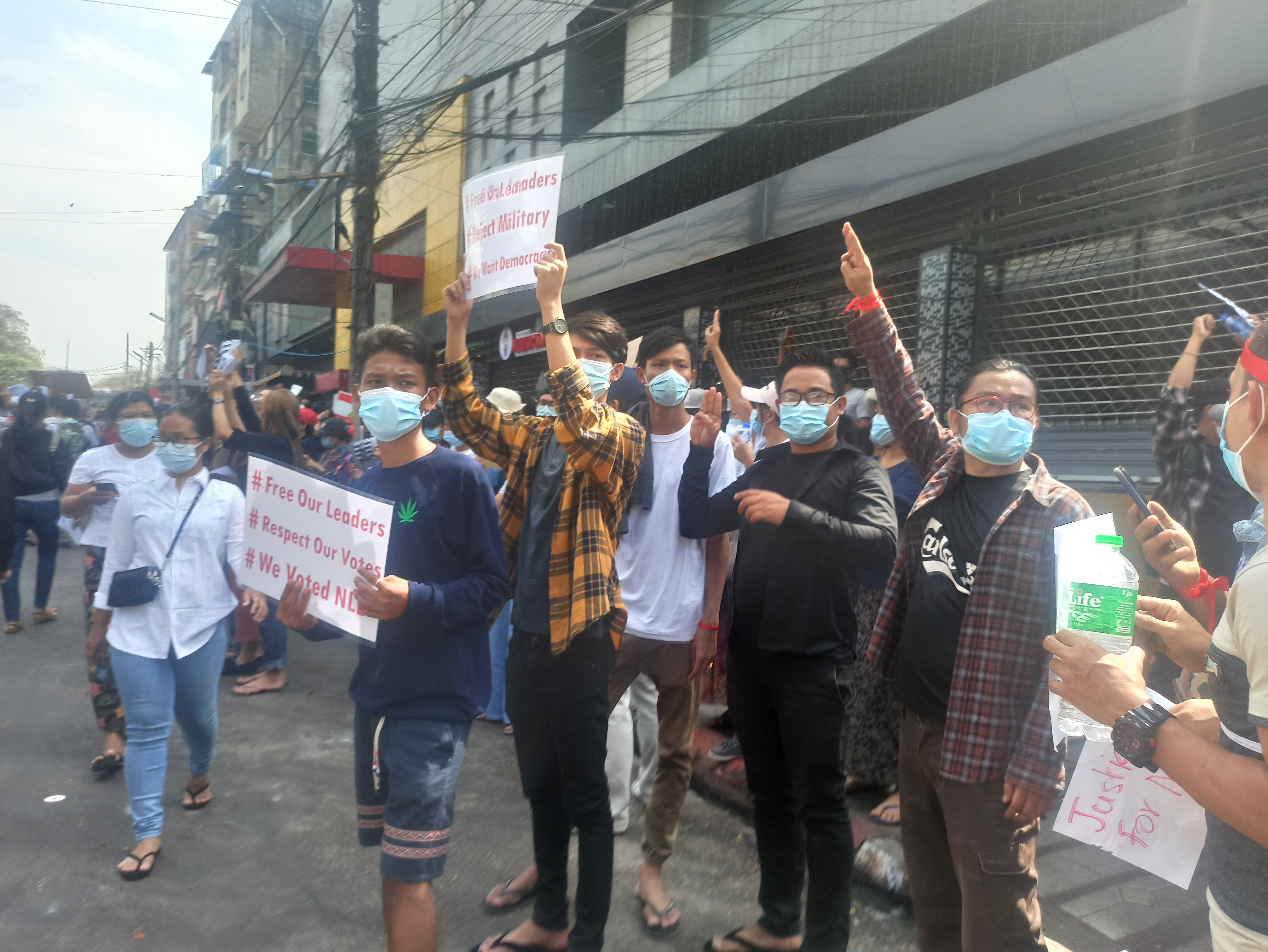
Демонстранты требуют отпустить лидеров страны

13 марта полиция открыла огонь по протестующим в Янгоне, Мандалае и Пяе. Погибли 12 человек, ещё десятки демонстрантов получили ранения. Пресс-секретарь президента России Дмитрий Песков выразил обеспокоенность ростом жертв в ходе разгонов акций протестов и заявил, что продолжается анализ ситуации с точки зрения продолжения военно-технического сотрудничества с Мьянмой.
14 марта в ходе охвативших всю страну протестов, полиция снова открыла огонь боевыми патронами по демонстрантам. По меньшей мере от 74 протестующих были убиты силами полиции, большинство из них в столице. Около 80 человек были ранены, а в числе убитых оказался также один полицейский.
27 марта в день вооружённых сил страны по всей стране вновь прокатились протесты. Военные в 40 городах разогнали демонстрантов с помощью боевого оружия, из-за чего погибло по меньшей мере 114 протестующих, в том числе дети. Миссия ООН в Мьянме выразила глубокое потрясение бессмысленной гибелью десятков людей, учинённой военной властью. В организации призвали немедленно прекратить насилие и привлечь виновных к ответственности. В этот же день ВВС Мьянмы нанесли авиаудары по деревне, контролируемой этнической армией «Каренского национального союза», которая ранее заняла армейский пост недалеко от границы Мьянмы и Таиланда. В результате захвата были убиты десять солдат, включая подполковника. Генерал Явд Серк из Совета по восстановлению штата Шан/Армии Шанского государства — Южная заявил во время интервью: «День вооружённых сил Мьянмы — это не день вооружённых сил страны, это больше похоже на день, когда они убивают людей. Если они продолжат стрелять в протестующих и запугивать людей, я думаю, что все этнические группы не будут просто стоять в стороне и ничего не делать».

### Апрель
3 апреля было проведено шествие при свечах, а также состоялся «Пасхальный протест»: демонстранты вышли на улицы с пасхальными яйцами, на которых содержались антивоенные надписи. Протест интересен тем, что прошёл, несмотря на то, что Пасха не отмечается в преимущественно буддийской Мьянме. На яйцах были сообщения: «Весенняя революция», «Мы должны победить» и «Убирайся, MAХ» (имеется ввиду лидера хунты Мин Аун Хлайн). Также на Пасху «Ассоциация помощи политическим заключённым Мьянмы» сообщила, что число погибших в результате разгона протестов возросло до 557. В Нейпьидо двое мужчин были убиты, когда полиция открыла огонь по протестующим на мотоциклах, в то время как ещё один мужчина был убит ранее в северном городе Банмо. Помимо этого в стране прошла «Цветочная забастовка», в ходе которой люди возлагали цветы в общественных местах в память о погибших во время демонстраций, а также «Тихая забастовка», в ходе которой люди по всей стране оставили улицы совершенно безлюдными.
5 апреля мирные акции протеста продолжились в различных частях страны. В 17 часов по местному времени (10:30 по Гринвичу) люди начали акцию, в ходе которой пять минут хлопали на улицах, чтобы почтить память погибших членов вооружённых групп этнических меньшинств, противостоящих хунте, и отдать дань уважения протестующей молодёжи из поколения Z, «участвующей в защите революции от нашего (имеется ввиду более старшее поколение) имени». Тем временем в Мандалае люди с изображениями Аун Сан Су Чжи вышли на улицы, чтобы подать прошение о международном вмешательстве. В ответ хунта отключила услуги беспроводной широкополосной связи и услуги мобильной передачи данных. В Янгоне протестующие сожгли китайский флаг в ответ на позицию Китая в Совете Безопасности ООН, высказанную на заседании за неделю до этого.
7 апреля войска открыли огонь по протестующим в Кале, убив пять мирных жителей. По данным издания Myanmar Now, двое других протестующих были убиты в Пегу, недалеко от Янгона. Кроме того, в Янгоне загорелся принадлежащий Китаю завод, предположительно, подожжённый протестующими, которые также сожгли китайский флаг, в ходе неоднократных антикитайских поджогов в стране. Иностранные официальные лица в стране также сообщили, что хунта «теряет контроль» над ситуацией, в то время как военные обвинили протестующих в прекращении работы в больницах, школах, на дорогах, в офисах и на заводах. К концу дня число погибших за сутки возросло до 13, а в Янгоне было слышно несколько небольших взрывов, в том числе в правительственных зданиях, военном госпитале и торговом центре.
10 апреля полицейский участок в городе Нонмон в штате Шан был атакован ополченцами альянса, в который входят Армия Аракана, Национально-освободительная армия таанов и Армия Национального демократического альянса Мьянмы. От 10 до 14 полицейских были убиты.

### Май
2 мая акции протеста заново вспыхнули, по всей стране на улицы вышли тысячи людей и призывали к «весенней революции». Были убиты 8 человек, были подожжены автомобили.

## Кампании и забастовки

### Гражданское неповиновение и забастовки
2 февраля 2021 года медицинские работники и государственные служащие по всей стране, в том числе в столице страны, Нейпьидо, начали национальное движение гражданского неповиновения (အာဏာ ဖီ ဆန် ရေး လှုပ်ရှားမှု), направленное против военного переворота. Группа кампании в Facebook, получившая название «Движение гражданского неповиновения», привлекла более 200 000 последователей с момента её первоначального запуска 2 февраля 2021 года.
Медицинские работники из десятков государственных больниц и учреждений объявили забастовку с 3 февраля 2021 года. По состоянию на 3 февраля 2021 года в движении приняли участие медицинские работники более 110 больниц и учреждений здравоохранения. 6 из 13 членов Комитета по развитию города Мандалай, включая вице-мэра Е Мон, ушли в отставку 3 февраля в знак протеста против военного переворота. Участники забастовки столкнулись с запугиванием и угрозами со стороны начальства.

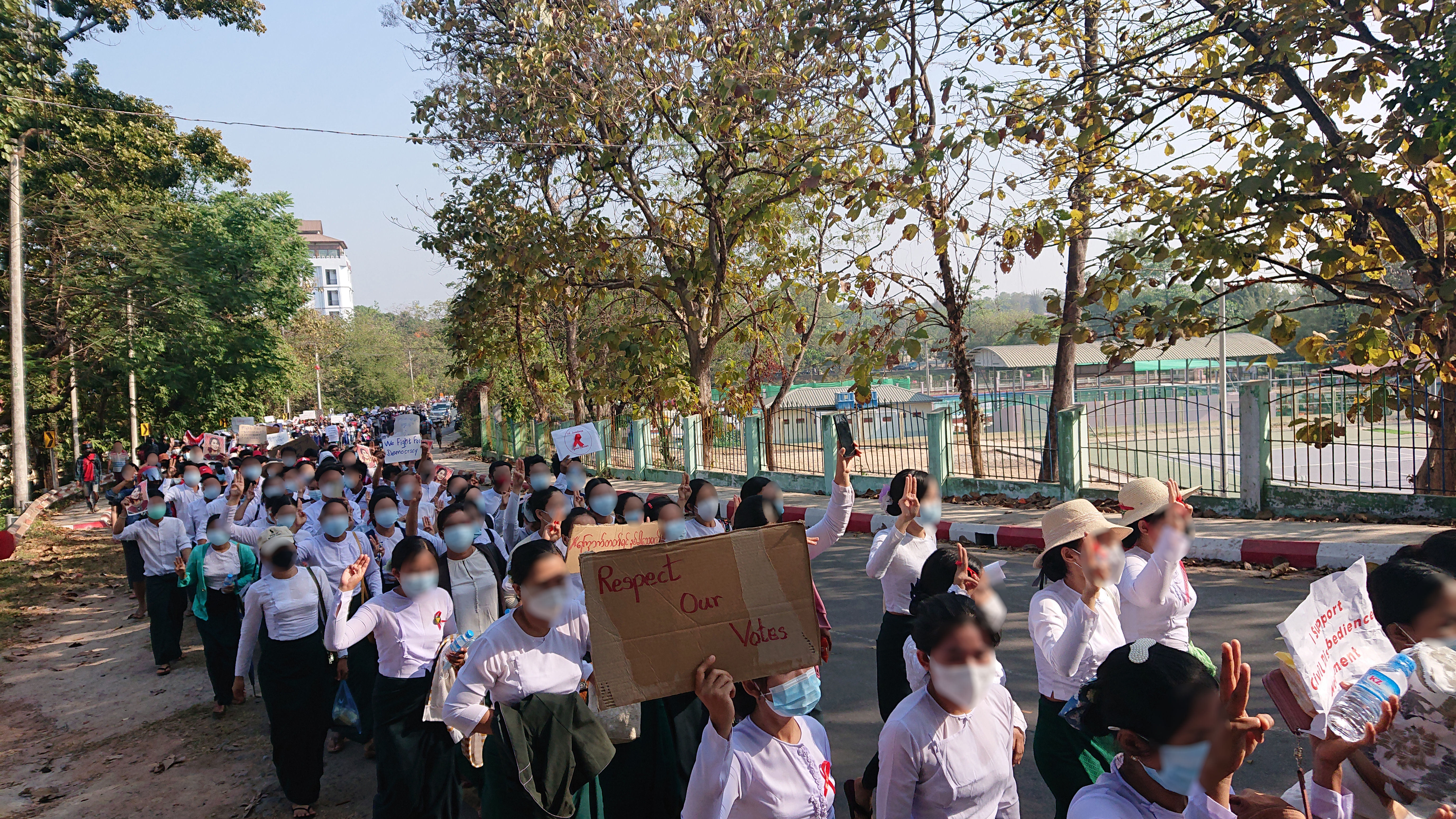
Шествие учителей против военного переворота 9 февраля 2021 года в городе Пхаан, штат Кайин, Мьянма

Забастовки рабочих быстро распространились на другие сектора. Семь организаций учителей, в том числе Федерация учителей Мьянмы, насчитывающая 100 000 человек, обязались присоединиться к забастовке рабочих. К забастовке также присоединились сотрудники Министерства иностранных дел, ранее возглавляемого Аун Сан Су Чжи. 4 февраля в Нейпьидо государственные служащие, работающие в Министерстве сельского хозяйства, животноводства и ирригации, устроили акцию протеста. 5 февраля к забастовке присоединились 300 горняков медных рудников Чхисинтаун. Шахтёр Ситху Тун заявил, что забастовка будет продолжаться до тех пор, пока «избранные лидеры не получат обратно свою власть».
К 5 февраля в забастовке государственных служащих участвовали сотрудники административного, медицинского и образовательного секторов, а также студенты 91 государственной больницы, 18 университетов и колледжей, а также 12 государственных ведомств в 79 населённых пунктах. Нан Нве, сотрудник факультета психологии Университета Янгона, заявила: «Когда мы учим студентов задавать вопросы и понимать справедливость, мы не можем мириться с этой несправедливостью. Наша позиция не является политической. Мы только выступаем за справедливость». Линн Лэйа, хирург из больницы общего профиля Лашо, заявила, что большинство врачей и медсестёр объявили забастовку с 3 февраля. Персонал авиакомпании Myanmar National Airlines также присоединился к кампании гражданского неповиновения.
Мин Ко Наин, лидер Восстания 8888, призвал общественность занять позицию по «не признанию и не участию» в отношении к военному правительству.
8 февраля появились сообщения о том, что государственные газеты Kyemon и Global New Light of Myanmar намереваются прекратить публикации в знак протеста против переворота. 8 февраля Kanbawza Bank временно закрыл свои отделения из-за нехватки персонала в результате участия сотрудников банка в кампании гражданского неповиновения. На другие банки также повлияло участие персонала в текущей кампании.
9 февраля из-за деятельности «Движения гражданского неповиновения» министерство здравоохранения и спорта опубликовало в государственной газете «New Light of Myanmar» публичный призыв к медицинским работникам вернуться к работе. 10 февраля крупнейший профсоюз страны, «Конфедерация профсоюзов Мьянмы» (КПМ), объявил о планах преследования должностных лиц на рабочих местах, которые мстят сотрудникам, вступающим в «Движение гражданского неповиновения». 11 февраля Мин Аун Хлайн призвал государственных служащих отложить в сторону свои личные чувства и вернуться к работе. 16 февраля представитель министерства информации предупредил государственных служащих, участвующих в забастовке, что власти не будут долго ждать их возвращения к работе.
После переворота ряд лоббистских групп, в том числе Ассоциация мобильной индустрии Мьянмы и Косметическая ассоциация Мьянмы, приостановили сотрудничество с государственными учреждениями.
По состоянию на 10 апреля, 2169 государственных служб из 24 министерств присоединились к «Движению гражданского неповиновения», полностью прекратив работу.
22 февраля в Мьянме началась всеобщая забастовка, к которой присоединились миллионы граждан. В ряде городов страны закрылись предприятия, банки, крупные торговые центры и небольшие магазины, было прервано железнодорожное и автобусное движение. С 25 февраля водители грузовиков также начали забастовку против переворота, отказавшись перевозить товары из доков в четырёх основных портах Янгона. Совместный секретарь Ассоциации контейнерных грузоперевозок Мьянмы сказал, что, по его оценкам, около 90 % из 4000 водителей города бастуют и пообещали доставить для заводов только основные продукты питания, лекарства и ткани.
8 марта, несмотря на угрозы властей, которые объявили, что все не вышедшие в этот день на работу будут уволены, всеобщая забастовка продолжилась с новой силой. Девять профсоюзов, охватывающие в том числе такие сектора, как строительство, сельское хозяйство и обрабатывающая промышленность, призвали весь народ Мьянмы прекратить работу. В итоге в Янгоне было открыто лишь несколько небольших кафе. Все торговые центры были закрыты, а крупные предприятия остановили работу.

### Бойкот военной продукции
3 февраля 2021 года возникло движение внутреннего бойкота под названием «Прекратить покупать бизнес Хунты», призывающее к бойкоту товаров и услуг, связанных с вооружёнными силами Мьянмы. Среди целевых товаров и услуг в значительном бизнес-портфеле бирманских вооруженных сил — национальный оператор связи Mytel, пиво марок Myanmar Beer, Mandalay Beer и Dagon Beer, несколько брендов кофе и чая, 7th Sense Creation, соучредителем которого является дочь Мин Аун Хлайна и автобусные линии.
В ответ на бойкот в отставку ушёл 71 инженер компании Mytel в регионе Сагаин. Некоторые торговые точки начали снимать с продажи мьянманское пиво.
5 февраля Kirin Company закрыла совместное предприятие с принадлежащей военным Myanma Economic Holdings Limited (MEHL). Совместное предприятие Myanmar Brewery производит несколько марок пива, в том числе Myanmar Beer, и занимает 80 % рынка в стране. Доля Kirin была оценена в 1,7 миллиарда долларов США. 8 февраля Лим Калин, соучредитель Razer Inc., объявил, что он продает свою долю в совместном предприятии с сингапурской табачной компанией, которой принадлежит 49 % акций Virginia Tobacco, местного производителя табака, контрольный пакет акций которого принадлежит MEHL. Virginia Tobacco производит 2 популярных местных бренда сигарет: Red Ruby и Premium Gold.

### Марш пустых кастрюль

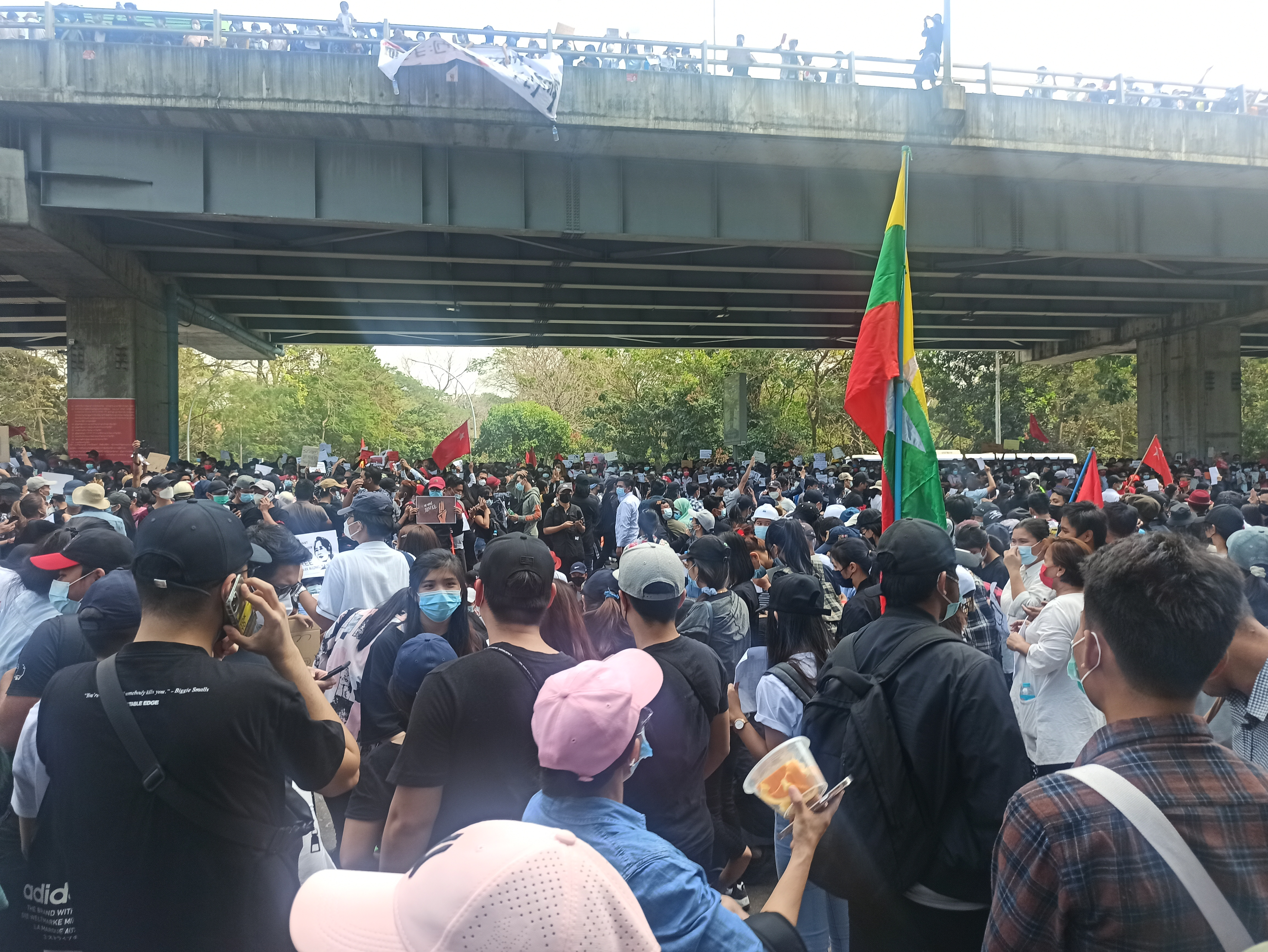
Акция протеста под мостом, Хледан

С началом военного переворота жители некоторых городских центров, например Янгона, каждый вечер устраивали кацеролазо, ударяя по кастрюлям и сковородкам в унисон, как символический акт для изгнания зла, как метод выражения своего противодействия военному перевороту. 5 февраля 2021 года 30 человек в Мандалае были обвинены в соответствии с разделом 47 Закона о полиции за удары по кастрюлям и посуде.

### Признание результатов выборов
Парламентарии, избранные на выборах в ноябре 2020 года, официально не признали легитимность военного переворота. 4 февраля 2021 года около 70 избранных депутатов от «Национальной лиги за демократию» (НЛД) принесли присягу в Нейпьидо, пообещав соблюдать мандат народа и выполнять функции законодателей в течение следующих пяти лет. На следующий день 300 избранных законодателей сформировали орган для ведения парламентских дел — Представительный комитет Ассамблеи Союза (ПКАС). Комитет провёл своё первое заседание по Zoom.
6 февраля несколько политических партий, включая «Лигу народностей Шан за демократию» (ЛНШД), «Демократическую партию за новое общество» (ДПНО), «Национальную партию Карен» и «Национальную партию Ашо Чин», объявили, что они отклонили предложение военных участвовать в Государственном административном совете. «Национальная прогрессивная партия Каренни» публично осудила военный переворот и его пагубное влияние на контроль над пандемией COVID-19, а также призвала НЛД и вооружённые силы пойти на компромисс, чтобы выйти из политического тупика.
7 февраля ПКАС осудил военный переворот как «преступное деяние» и отклонил назначение военного кабинета министров Мин Аун Хлайна как незаконное. Комитет сослался на то, что военные нарушили главу 6 Уголовного кодекса Мьянмы при свержении гражданского правительства. Комитет также посоветовал дипломатам ООН и международному сообществу связываться с комитетом для обсуждения официальных государственных дел.
14 февраля «Каренский национальный союз» выступил с заявлением, в котором объявил о своей общественной поддержке продолжающихся протестов и охарактеризовал захват власти военными как шаг к военной диктатуре, противоречащий видению национального примирения.
15 февраля «Комитет за национальное единство Шан», коалиция этнических вооружённых групп и политических партий штата Шан, в которую входят «Совет восстановления Шанского государства», «Партия прогресса Шанского государства», «Шанская национальная лига за демократию» и «Демократическая партия шанских национальностей» и «Ополчение Син Чхо» публично выступило против переворота, заявив о своей поддержке продолжающихся протестов и призвав к отмене конституции 2008 года и восстановлению правительства под руководством гражданского населения.

### Красная лента
3 февраля 2021 года медицинские работники Мьянмы объявили кампанию «Красная лента» (ဖဲကြိုး နီ လှုပ်ရှားမှု). Красный цвет связан с «Национальной лигой за демократию» (НЛД), действующей политической партией, победившей на выборах 2020 года. Ни Ни Кхин Зо, популярная бирманская певица и выпускница медицинского института, публично поддержала кампанию. Государственные служащие и рабочие по всей Мьянме, включая министерства на уровне профсоюзов, стали носить красную ленту как символ оппозиции военному правительству. 5 февраля горняки меди на рудниках Чхисинтаун, не сумевшие присоединиться к забастовке, присоединились к кампании «Красной ленты». 6 февраля рабочие фабрики по производству одежды в промышленной зоне Такета также присоединились к кампании.

### Медиа
Мьянманские знаменитости, в том числе модель Паинг Такхон (был задержан 8 апреля) и актёр Даун, публично поддержали усилия гражданского сопротивления, позируя с приветственными тремя пальцами в сообщениях в социальных сетях. Другие знаменитости и влиятельные лица в социальных сетях, такие как Сайн Сайн Кхан Хлайн и Не Чхи У, которые молчали или не спешили поддерживать продолжающиеся народные протесты, потеряли значительное количество подписчиков в Интернете. 7 февраля Най Со Маун, зять бывшего диктатора Мьянмы Тан Шве, опубликовал в Facebook фотографию, демонстрирующую поддержку протестов.
Мьянманские пользователи сети популяризировали такие хэштеги, как #SayNototheCoup («Скажи НЕТ перевороту»), #RespectOurVotes («Уважайте наши голоса»), #HearTheVoiceofMyanmar («Услышьте голос Мьянмы»), #SaveMyanmar («Спасите Мьянму») и #CivilDisobedience («Гражданское неповиновение»). В течение дня после переворота хэштег #SaveMyanmar использовали более 325 000 пользователей Facebook. Пользователи социальных сетей также изменили свои изображения в профиле на черные, чтобы показать свою печаль, или на красные в поддержку НЛД, часто с портретом Аун Сан Су Чжи. Пользователи сети также начали высмеивать низкий рост путчиста Мин Аун Хлайна в сети.
К середине апреля сотни актёров, режиссёров, журналистов и других знаменитостей были задержаны за поддержку протестов против военного переворота. Помимо этого, власти ряда регионов заявили, что использование спутникового телевидения отныне считается незаконным, а все спутниковые тарелки необходимо сдать в полицейский участки.
Королева красоты Мьянмы, победительница конкурса «Мисс Мьянма-2013» 32-летняя Тха Тха Тха присоединилась к партизанскому движению против военной хунты.

### Движение сломанных автомобилей
17 февраля 2021 года многие автомобили загадочным образом якобы вышли из строя на оживленных улицах Янгона в ходе инсценированной демонстрации, творческой попытки заблокировать движение для сил безопасности и полиции, а также чтобы помешать правительственным служащим выйти на работу. Движение продолжилось 18 февраля и многие «сломанные» автомобили начали двигаться по дорогам на очень низкой скорости, чтобы заблокировать движение.

## Контрмеры военного режима

### Отключение интернета
4 февраля 2021 года операторам связи и поставщикам интернет-услуг по всей Мьянме было приказано заблокировать Facebook до 7 февраля 2021 года, чтобы обеспечить «стабильность страны». Государственная компания Myanma Post and Telecommunications (MPT) также заблокировала службы Facebook Messenger, Instagram и WhatsApp, в то время как Telenor Myanmar заблокировала только Facebook. Facebook использовался для организации забастовок в рамках кампании гражданского неповиновения и зарождающегося движения бойкота. Данной социальной сетью пользуется половина населения Мьянмы. После запрета Facebook бирманские пользователи начали стекаться в Twitter. На следующий день правительство расширило запрет на доступ к социальным сетям, включив в него Instagram и Twitter.
Утром 6 февраля 2021 года военные власти инициировали отключение Интернета по всей стране. В тот же день Facebook призвал власти разблокировать социальные сети. Также социальная сеть лишила правительство страны возможности отправлять запросы на удаление контента. На следующий день доступ в Интернет был частично восстановлен, хотя платформы социальных сетей оставались заблокированными. 14 февраля Telenor объявила, что ей больше не разрешается публично разглашать директивы, полученные от военных властей относительно сбоев в работе Интернета. Начиная с 15 февраля, военные власти снова инициировали отключение Интернета по всей стране с 1:00 до 9:00 ежедневно без объяснения причин.
4 февраля, после запрета Facebook, в стране резко вырос спрос на услуги VPN. По данным британской исследовательской группы по цифровой конфиденциальности и безопасности, спрос на VPN вырос более чем на 7000 %. Одним из самых популярных инструментов является Psiphon, количество пользователей которого увеличилось с 5 000 ежедневных пользователей до более 1,6 миллиона пользователей со средним числом 14 миллионов ежедневных подключений с 4 февраля.
19 февраля экспертная группа NetBlocks сообщила, что в стране c 18 февраля был заблокирован доступ к «Википедии» на всех языках.

### Проект закона о кибербезопасности
9 февраля 36-страничный проект закона о кибербезопасности был разослан операторам мобильной связи Мьянмы и держателям телекоммуникационных лицензий для получения отзывов от отрасли. Законопроект обяжет интернет-провайдеров нести ответственность за не удаление контента, который «вызывает ненависть, разрушает единство и спокойствие». Коалиция из 150 государственных организаций публично осудила законопроект за нарушение основных прав на свободу выражения мнений, защиту данных, конфиденциальности и других демократических норм в цифровом пространстве. Они также подвергли критике предоставление государственным органам возможности запрещать нежелательный контент, ограничивать интернет-провайдеров и перехватывать данные. 15 февраля Федерация торгово-промышленных палат Союза Мьянмы призвала власти не торопиться с принятием закона, отметив, что закон может негативно повлиять на цифровой рост Мьянмы и препятствовать иностранным инвестициям.
11 февраля сотни протестующих собрались у посольства Китая в Янгоне, основываясь на слухах о том, что Китай недавно доставил в Мьянму телекоммуникационное оборудование и ИТ-специалистов. Посольство Китая попыталось опровергнуть слухи в Facebook, опубликовав заявление Торговой палаты предприятий Китая в Мьянме, в котором утверждалось, что недавние грузовые рейсы перевозили только такие товары, как морепродукты. В сообщении отрицалось обвинение о помощи Мьянме в создании межсетевого экрана в Интернете.

### Цензура СМИ
После переворота 1 февраля власти заблокировали популярные новостные каналы, в том числе бесплатные телеканалы, такие как «Демократический голос Бирмы» и «Миззима ТВ», а также зарубежные новостные каналы, включая CNN, NHK и BBC. 7 февраля власти также заблокировали New York Times, Wall Street Journal, The Economist и два телеграфных агентства, Associated Press и Reuters. Представитель Совета по прессе Мьянмы выразил озабоченность по поводу будущего свободы прессы в стране, права общественности на доступ к информации и будущего новых новостных организаций Мьянмы. Несколько журналистов и репортёров подверглись нападению со стороны провоенных банд, когда освещали акции протеста.
8 марта хунта приняла решение об отзыве лицензий у пяти СМИ: Mizzima, Myanmar Now, 7 Day TV, DVB (Ди-ви-би) и Khit Thit Media.

### Аресты и обвинения
Правоохранительные органы вначале оперативно подавили сопротивление перевороту. По состоянию на 7 февраля 2021 года 152 человека находились под стражей.
Военный режим начал возбуждать уголовные дела в отношении задержанных. 3 февраля 2021 года У Тхобита, буддийский монах, был приговорён к 2 годам тюремного заключения в соответствии с разделом 66 (d) Закона о телекоммуникациях за клевету в отношении военных. 4 февраля 2021 года трём студентам университета, Зу Зу Зан, Аун Мьо Ко и Тху Кхан Тхо, были предъявлены обвинения в соответствии со статьей 19 Закона о мирных собраниях и мирных шествиях за протесты в Мандалае. 5 февраля 2021 года председатель «Демократической партии объединенных национальностей» Маун Чжи был арестован, обвинён и приговорён к двум годам лишения свободы в соответствии с разделом 505 (b) Уголовного кодекса за организацию акции протеста в Пхаане, штат Карен. Директор одной из школ Чо Ю Мон также была арестована и обвинена в соответствии с разделом 505 (b) Уголовного кодекса за участие в кампании «красной ленты» в своей школе в Пхаане. Лидер НЛД Вин Тхэйн был обвинён в подстрекательстве к мятежу по разделу 124 (а) кодекса Мьянмы.
6 февраля был задержан Шон Тернелл, советник по экономической политике правительства и профессор Университета Маккуори, став первым известным иностранным гражданином, арестованным в связи с переворотом.
8 февраля власти повторно арестовали Нан Кхин Тхве Мьин, главного министра штата Карен, и Мьин Наина, главного министра округа Сикайн. Нан Кхин Тхве Мьин публиковала в сети комментарии, призывающие к солидарности между солдатами и народом, указав, что армия финансируется за счёт налогов и государственных средств, в то время как Мьин Наин опубликовал речь, призывающую общественность продолжать протесты. 9 февраля в Мандалае были арестованы не менее 100 демонстрантов, в том числе мэр Е Лвин.
13 февраля власти предъявили обвинения и выдали ордера на арест в соответствии со статьей 505 (b) закона в отношении семи высокопоставленных лиц, а именно Мин Ко Наина, Чжо Мин Ю, Маун Маун Э, Pencilo, Линн Линн, Инсейн Аун Со и Мьо Ян Наун Тейна за якобы клевету на государство и создание угрозы «общественному спокойствию» с помощью своих сообщений в социальных сетях.
17 февраля власти выдали ордера на арест нескольких знаменитостей. Актёры Лу Мин, Пьау Ти У, Ко Пау, На Чжи, певица Анегга и режиссёр Вайн были арестованы за склонение государственных служащих к присоединению к продолжающемуся Движению гражданского неповиновения. По состоянию на 4 марта арестовано более 1700 человек.
3 марта журналист «Ассошиэйтед Пресс» Тейн Зау и пять других работников СМИ были обвинены в освещении протестов. Им грозит наказание в виде трёх лет тюремного заключения.
30 июля 2022 года во время съёмок протестов в Янгоне был задержан японский журналист Тору Кубота. 5 октября 2022 года мьянманский военный суд приговорил его к семи (по другим данным, к десяти) годам тюремного заключения. 17 ноября Кубота был освобождён по военной амнистии.

### Поддержка нескольких партий
После военного переворота армия заручилась поддержкой нескольких политических партий. 2 февраля 2021 года был сформирован Государственный административный совет в качестве временного руководящего органа Мьянмы. В состав Совета вошли несколько гражданских политиков, в том числе Ман Найн Маун, бывший член «Каренского национального союза», Тэйн Ньюн и Кхин Маун Шве, соучредители «Национально-демократических сил», отколовшейся от НЛД группы. 3 февраля в Совет были добавлены пять дополнительных гражданских членов, включая Е Ну Сейна, заместителя председателя «Араканской национальной партии». 6 февраля «Партия единства Мон» объявила, что приняла предложение военных присоединиться к Совету.

### Распространение дезинформации
Отключение Интернета способствовало распространению дезинформации, включая необоснованные слухи об освобождении Аун Сан Су Чжи, смерти известных лидеров партии НЛД и падении режима Мин Аун Хлайна. Слухи об освобождении Аун Сан Су Чжи, приписываемые военному телеканалу Myawaddy TV, спровоцировали уличные празднования и фейерверки.
Кроме того, военные наняли Ари Бен-Менаше — лоббиста, который ранее работал на Роберта Мугабе, а также другие военные режимы и кандидатов в президенты в таких странах, как Венесуэла, Тунис и Кыргызстан — в попытке провести ребрендинг военного переворота, заявив, что «он был начат, чтобы не дать правительству во главе с гражданскими лицами уйти дальше в орбиту влияния Китая».
Чтобы противостоять распространению дезинформации, в феврале Facebook ввёл полный запрет на все страницы, посвящённые вооружённым силам Мьянмы, а также на государственную сеть Радио и телевидения Мьянмы (MRTV). 5 марта YouTube объявил, что удалит пять каналов, управляемых военными, и несколько видеороликов «в соответствии с принципами сообщества и действующим законодательством». TikTok объявил, что удалил контент с людьми в форме, угрожающими причинить вред протестующим, и который получил десятки тысяч просмотров.

### Введение военного положения
8 февраля власти начали вводить военное положение в нескольких муниципалитетах до дальнейшего уведомления. Военное положение фактически устанавливает комендантский час с 20:00 до 4:00, а также запрещает собрания более чем из 5 человек, публичные выступления, митинги и протесты. Муниципалитеты, на которые распространяется военное положение, включают 7 населённых пунктов в Мандалае и в регионе Иравади. С тех пор военное положение было распространено на несколько городских поселений в Янгоне, Швебо, Моунъюа, Сагаине, Калемьо в регионе Сагаин, Пегу и Пхарсон в штате Кая, где возникли значительные протесты, а в дальнейшем распространено на 90 поселений в 30 городах, включая все населённые пункты, входящие в Янгон. 15 марта в двух районах на западе Янгона было введено военное положение.

### Приостановление основных прав и свобод
14 февраля военный режим приостановил действие мер безопасности и защиты частной жизни, закреплённых в конституции Мьянмы, до отмены чрезвычайного положения. Принятый закон позволяет главнокомандующему временно ограничивать или приостанавливать основные права граждан, включая осуществление задержание, арестов и обысков без санкции суда. Государственный административный совет также принял Закон 3/2021, который требует, чтобы все жители регистрировали гостей, прибывающих на ночлег за пределами их официального дома, у администраторов соответствующего населённого пункта.

### Провоенные контрпротесты
В преддверии переворота провоенные протестующие начали сплочение в попытке делегитимизировать результаты выборов 2020 года. Ве Ве Ну из «Women’s Peace Network» отметила факты насильственных нападений на продемократических протестующих со стороны провоенных. 30 декабря около 400 провоенных демонстрантов и националистов провели демонстрацию перед мэрией Янгона в нарушение правил в период пандемии COVID-19. 14 января около тысячи протестующих собрались в городке Пьяубве, чтобы оспорить результаты выборов.
28 января провоенные протестующие подстрекали к насилию, бросая кирпичи в полицейскую машину в Янгоне. Ни один из протестующих не был арестован, а затем их скоординировано увезли с места на 10 машинах без опознавательных знаков. Вечером 30 января около 500 протестующих подняли мятеж возле пагоды Шведагон в Янгоне. 2 февраля, на следующий день после переворота, провоенные демонстранты и бирманские националисты собрались в Янгоне, а 8 февраля группа провоенных протестующих собралась у пагоды Суле.
9 февраля группа провоенных подстрекателей прибыла на место протеста в Янгоне на 15 машинах без опознавательных знаков, пытаясь спровоцировать насилие. Многие размахивали большими деревянными дубинками.
25 февраля сторонники переворота прошли маршем по центру Янгона. Когда они прибыли на улицу Пагоды Суле, где полиция установила блокаду от мирных протестов, силы безопасности, тем не менее, пропустили их. После этого несколько провоенных протестующих собрались на железнодорожной станции Янгона и начали марш. В ответ мирные жители стучали по кастрюлям и сковородкам, а также скрещивали запястья как символы сопротивления. Напряженность возникла, когда провоенные сторонники открыто начали нападать на прохожих, жителей и протестующих против переворота, используя острые предметы, ножи, тяжёлые палки и рогатки, в результате чего четыре человека получили серьёзные ранения головы, а остальные восемь — другие ранения. Нападения также были направлены против представителей прессы и проезжающих автомобилей.

### Чрезмерное применение силы
8 февраля полиция начала использовать резиновые пули, водомёты и слезоточивый газ для разгона протестующих на массовых митингах. Лидер военной хунты Мин Аун Хлайн приказал подавить демонстрации, когда протестующие по всей стране начали забастовку. Уже 9 февраля 2 протестующих в Нейпьидо были госпитализированы в местную больницу в критическом состоянии с огнестрельными ранениями.
20 февраля в Мандалае полицией и военными были убиты двое демонстрантов и по меньшей мере ещё два десятка получили ранения в результате жестокого подавления протестов. Это были жители городка Маха Аун Мьяй, которые охраняли рабочих государственной верфи, участвовавших в Движении гражданского неповиновении. Помимо стрельбы боевыми патронами, полиция и военнослужащие также бросали камни, арестовывали людей и использовали водомёты в отношении гражданских лиц, в дополнение к жестоким избиениям многих из них. Несмотря на международную реакцию на этот инцидент, хунта предупредила протестующих, что продолжит использовать огнестрельное оружие. Несмотря на эти угрозы, 22 февраля в городах собрались огромные толпы протестующих, при этом некоторые из них заявили, что недавние убийства заставили их более решительно продолжать протесты.
25 февраля полиция открыла огонь и применила светошумовые гранаты по группе жителей поселка Тамве, протестовавших против назначения военными руководителя населённого пункта.
Интенсивность вмешательства властей резко возросла в начале марта: 28 февраля, согласно отчетам правозащитных групп, было зарегистрировано не менее 18 смертей, а 3 марта — ещё 38. Предупреждения от мирового сообщества о возможных дальнейших санкциях были встречены хунтой безразлично.
Один инцидент с применением насилия в отношении сотрудников служб экстренной помощи был зафиксирован системой видеонаблюдения и опубликован в социальных сетях: машина скорой помощи в городке Северный Оккакапа была остановлена вооружённой полицией, а трое медиков были вынуждены выйти из автомобилей. Полицейские стали бить их прикладами по голове, после чего расстреляли машину скорой помощи. Затем трое медиков были задержаны и отправлены в тюрьму Инсейн, известную своими бесчеловечными условиями.

## Вооруженное сопротивление

### Начало сопротивления
В конце марта 2021 года сообщалось, что десятки протестующих отправились в приграничные районы Мьянмы, чтобы записаться в одну из многочисленных повстанческих групп страны и обучиться в ней, что повысило риск начала гражданской войны в стране. Представительный комитет Ассамблеи Союза (ПКАС) также предложил сформировать «федеральные вооружённые силы» для борьбы с военными. Армия независимости Качина (АНК) уже начала наступление против вооружённых сил Мьянмы с февраля, а в конце марта Араканская армия (AA) пригрозила прекратить перемирие с военными, если последние будут «упорствовать в массовых убийствах мирных жителей».
Также с конца марта протестующие в Мьянме всё чаще начинали вооружаться самодельным оружием в попытке защитить себя от нападений со стороны военных. Столкновения с солдатами и нападения на административные здания и полицейские участки стали обычным явлением, поскольку вооружённое сопротивление протестующих армии пошло по нарастающей.
25 марта АНК захватило военную базу Алобун недалеко от города Лайнза. 11 апреля военные хунты предприняли атаку с целью отбить базу, используя авиацию и наземные войска, но были вынуждены отступить с тяжёлыми потерями.
26 марта Каренская национально-освободительная армия (КНОА) впервые с начала протестов атаковала военных, напала на военную базу, убила 10 солдат и взяла нескольких в заложники.
Первый день открытого вооружённого сопротивления перевороту наступил 28 марта, когда вооружённые протестующие в городе Калемьо дали отпор солдатам и силам безопасности, напавшим на лагерь протеста. Столкновения также имели место в деревнях в посёлке Кале. Город Тазе стал ещё одним частым местом столкновений. Например, 8 апреля, когда протестующие отбивались от солдат с охотничьими ружьями и зажигательными бомбами в битве, в результате которой погибли 11 протестующих. В тот же день число погибших граждан в стране, начиная с 1 февраля, превысило 600.
4 апреля семь повстанческих групп, подписавших Общенациональное соглашение о прекращении огня, присоединились к Представительному комитету Ассамблеи Союза (ПКАС), включая Всебирманский студенческий демократический фронт и Каренский национальный союз.
10 апреля Северный альянс, в состав которого входят Араканская армия (АА), Национально-освободительная армия Таанга (НОАТ) и Армия Национального демократического альянса Мьянмы (АНДАМ), атаковал полицейский участок в Наунмоне, штат Шан, убив по меньшей мере 10 полицейских.
16 апреля продемократический политик Мин Ко Наин объявил о формировании Правительства национального единства с представителями этнических меньшинств на руководящих должностях и заявил, что свергнутые лидеры Аун Сан Су Чжи и Вин Мьин сохранят свои должности и что члены качинского и каренского меньшинств будут иметь высший приоритет в новом параллельном правительстве. В том же заявлении Мин Ко Наин попросил международное сообщество признать военное правительство хунтой.
26 апреля Силы обороны Чинленда (СОЧ) начали вооружённое сопротивление в Миндате, штат Чин. 12 мая армия Мьянмы штурмовала город, чтобы подавить восстание.
Шесть солдат армии были убиты 16 мая в засаде, устроенной Силами обороны Чинленда в Хакхе, штат Чин. В тот же день вооружённые силы нанесли авиаудары по штату Карен в ответ на захват Каренской национально-освободительной армии и сожжение одной из военных баз армии.
5 мая Правительство национального единства объявило о создании вооружённого крыла — Народных сил обороны (НСО) для защиты своих сторонников от нападений военной хунты и в качестве первого шага на пути к созданию Федеральной армии Союза.
16 мая 2021 года стало известно, что в штате Чин на западе Мьянмы идут жестокие схватки между военной хунтой и вооружёнными представителями движения сопротивления.
23 мая в городе Мусэ произошло столкновение Народных сил обороны с армией, в результате которого погибли по меньшей мере 13 сотрудников сил безопасности Мьянмы.
Члены Народных сил обороны Каренни (НСОК) в штате Кая также захватили и разрушили несколько аванпостов вооружённых сил недалеко от столицы штата Лойко.
29 и 30 мая 2021 года армия применила артиллерию и вертолеты для нанесения ударов по позициям НСО и НСОК в Лойко и Демосо.
30 мая Армия независимости Качина (АНК) присоединилась к Народным силам обороны в борьбе с переворотом, сражаясь с войсками хунты в посёлке Катха, и убив восемь солдат режима. Бои продолжались также в Путао, Пхакане и Момо.
С 1 по 3 июня в районе Мьявадди вспыхнули боевые действия, в которых военные и пограничные силы Карен, сражаясь с объединёнными силами этнических вооруженных групп Карен и НСО, привели к гибели десятков военнослужащих хунты.
22 июня силы хунты с использованием бронетехники совершили налёт на конспиративную квартиру НСО в Мандалае, задержав ряд людей из сопротивления.
2 июля силы безопасности Мьянмы убили по меньшей мере 25 человек в ходе столкновения с противниками военной хунты в центральном городе Табайин.
20 августа 50 солдат хунты были убиты в результате серии взрывов мин, устроенных сопротивлением в посёлке Ганго.

### Оборонительная война
7 сентября Правительство национального единства объявило чрезвычайное положение по всей стране и начало оборонительную войну народа против военной хунты.
12 сентября в результате наступления Народных сил обороны в штате Чин и регионе Магуэй было убито около 50 военных армии Мьянмы.
К 13 сентября по всей стране было уничтожено 84 вышки оператора связи Mytel, совместного предприятия вооружённых сил Мьянмы и министерства обороны Вьетнама.
14 сентября правительство национального единства заявило, что в боях за предыдущие три месяца более 1700 солдат хунты были убиты и 630 ранены.
19 сентября более 40 солдат хунты были убиты в ходе перестрелок в штате Кая и районе Сикайн. В ходе столкновений также было убито не менее 6 бойцов сопротивления.
22 сентября 8000 жителей города Тханталан, штат Чин, бежали в Индию, после того, как армия хунты подожгла их дома.
27 сентября более 30 солдат военного правительства и не менее 14 бойцов гражданского сопротивления были убиты в ходе столкновений, произошедших в нескольких посёлках в районе Сикайн, штатах Чин и Кая.
28 сентября по меньшей мере 20 солдат хунты были убиты в засаде в штате Шан. В ходе столкновений погибли по меньшей мере 4 бойца сопротивления, а также безоружный 70-летний мирный житель.
6 октября более 40 солдат хунты были убиты в засаде в городке Ганго, регион Магуэ.
7 октября СМИ, контролируемые хунтой, сообщили, что по меньшей мере 406 информаторов хунты были убиты и 285 ранены с 1 февраля в результате целенаправленных атак сил сопротивления.
7 октября бригадный генерал Пхио Тан, старший командующий северо-западными подразделениями хунты, был задержан после того, как якобы связался с силами сопротивления с намерением дезертировать, что сделало его на тот момент самым высокопоставленным должностным лицом, пытавшимся дезертировать.
11 октября около 90 солдат хунты были убиты в ходе столкновений в регионах Сикайн и Магуэ, а также в штате Кая в ходе боев в предыдущие выходные.
16 ноября силы хунты захватили базовый лагерь сопротивления в юго-западном районе города Калай округа Сикайн. В общей сложности 9 медиков были схвачены и 2 бойца сопротивления убиты.
17 ноября десятки отрядов хунты устроили засаду и захватили форпост Народных сил обороны Мобьэйу в городе Пекхон на юге штата Шан. Подразделение 422-го лёгкого пехотного батальона напало на спавших бойцов НСО, охранявших заставу, из засады. Силы хунты окружили бойцов сопротивления, в результате чего последним пришлось отступить с заставы.
23 ноября около 30 солдат хунты на 10 военных машинах вместе с бульдозером устроили засаду и разрушили базу, принадлежащую 205-й эскадрилье Монивы НСО, недалеко от деревни Палин в Монива, округ Сикайн, заставив бойцов сопротивления бежать. База была также местом мастерской, где НСО производили взрывные устройства. Во время рейда войска хунты подожгли два таких здания, где хранилось оружие. Это также привело к тому, что силы хунты успешно вторглись в деревню Палин.
25 ноября силы хунты устроили засаду и убили 4 бойцов сопротивления из Сил национальной обороны Каренни возле деревни Хопхэй в городке Димосхо штата Кая. 4 бойца сопротивления входили в состав разведывательной группы из 6 человек, которые около 5:30 попали в засаду войск из 427-го легкого пехотного батальона.
25 ноября Армия независимости Качина столкнулась с примерно 100 солдатами хунты возле Качинтай, деревни примерно в 16 км к востоку от города Швегу. Столкновение произошло после бомбардировки с воздуха, предположительно осуществленных двумя недавно приобретенными истребителями Су-30, которые испытывали военные Мьянмы.
25 ноября НСО Матупи объединились с Национальной армией Чин для атаки аванпоста 304-го батальона легкой пехоты на дороге, соединяющей Матупи с городом Палэва. Однако силам сопротивления удалось убить только двух солдат хунты, несших охрану, а затем пришлось отступить.
26 ноября бойцы сопротивления из Сил обороны Чинленда (CDF) атаковали правительственный офис, где 10 солдат находились недалеко от города Матупи штата Чин, убив 2 солдат хунты.
28 ноября тело мертвого бойца НСО, ранее захваченного силами хунты, было найдено за пределами разрушенной базы НСО на лесных холмах в юго-восточной части городка Мадайя. Боец НСО, Е Тху Найн, был схвачен 19 ноября и затем был вынужден отвести солдат на базу НСО, где солдаты подожгли базу.
1 декабря, чуть меньше недели после того, как хунта нанесла авиаудары по Армии независимости Качина (АНК) в Мохнине, около 50 солдат из 42-го пехотного батальона атаковали территорию АНК возле деревни Ньяун-Тхау в Мохнине около 8 утра. В тот же день произошло ещё одно столкновение возле деревни Вайлон, которая находится вдоль дороги, соединяющей Пхакан с Моньином, примерно в 17 милях от городского центра Пхакана, в котором артиллерийское подразделение хунты выпустило около 30 снарядов по месту столкновения между 15:00 и 20:00. чтобы поддержать продвижение пехотного отряда.
1 декабря силы хунты провели ночную операцию, в ходе которой они захватили и сожгли лагерь НСО Тхейн Мин после сильной перестрелки. Затем бойцы сопротивления были вынуждены отступить, в результате чего 2 бойца сопротивления были убиты, а несколько других получили ранения.

## Жертвы

Число погибших демонстрантов по регионам Мьянмы (по состоянию на 11 апреля):
≥200
≥100
50-99
10-49
1-9

По данным «Ассоциации помощи политическим заключённым Мьянмы» по состоянию на 31 июля 2021 года в протестах погибли 940 протестующих. На 10 мая ООН сообщало о 782 погибших демонстрантах.
На 10 апреля, по сообщениям из СМИ, по меньшей мере 435 человек были убиты:
- 9 февраля 2021 года: 20-летняя девушка была застрелена полицией во время акции протеста[266].
- 20 февраля: двое демонстрантов были застрелены солдатами, а полицейский убит во время столкновений[267].
- 28 февраля: 18 мирных протестующих были убиты[268].
- 3 марта: 38 демонстрантов были застрелены сразу в нескольких городах; это один из самых смертоносных дней с начала акций протестов[269].
- 8 марта: трое протестующих убиты; двое скончались от огнестрельных ранений в голову в Мьичине, штат Качин, а другой был убит во время акции протеста в городе Пхьяпоун близ дельты реки Иравади[270].
- 12 марта: двенадцать протестующих были убиты, восемь из которых в центральном городе Мьяин, когда силы безопасности открыли огонь во время протестов[271].
- 13 марта: двенадцать человек были убиты после того, как солдаты открыли огонь по протестующим в Мандалае, Янгоне и Пяе[272].
- 14 марта: по меньшей мере 74 протестующих против переворота были убиты в нескольких городах, большинство в Янгоне; также был убит и полицейский[43].
- 15 марта: 20 протестующих были убиты в Мандалае и Мьинчжане[126].
- 16 марта: пятеро протестующих были убиты, когда солдаты открыли огонь в Янгоне и других городах[273].
- 17 марта: девять демонстрантов погибли при разгоне протестов[274], четверо из них в городке Кале[англ.][275].
- 18 марта: трое протестующих были убиты в Янгоне, Монива и Пегу[276].
- 19 марта: десять демонстрантов были убиты полицией, в том числе восемь из них в Аунпане[англ.][277].
- 20 марта: два демонстранта были застрелены солдатами в Могоу[278].
- 27 марта: по меньшей мере 141 мирный демонстрант был убит военными по стране[72][279].
- 29 марта: трое протестующих были убиты во время протестов в Янгоне, где силы безопасности открыли огонь по протестующим[280].
- 10 апреля: силы безопасности убили не менее 82 демонстрантов в городе Пегу[281][282].

## Международная реакция
На 20 апреля назначен Экстренный саммит Ассоциации государств Юго-Восточной Азии по ситуации в Мьянме.

## Галерея

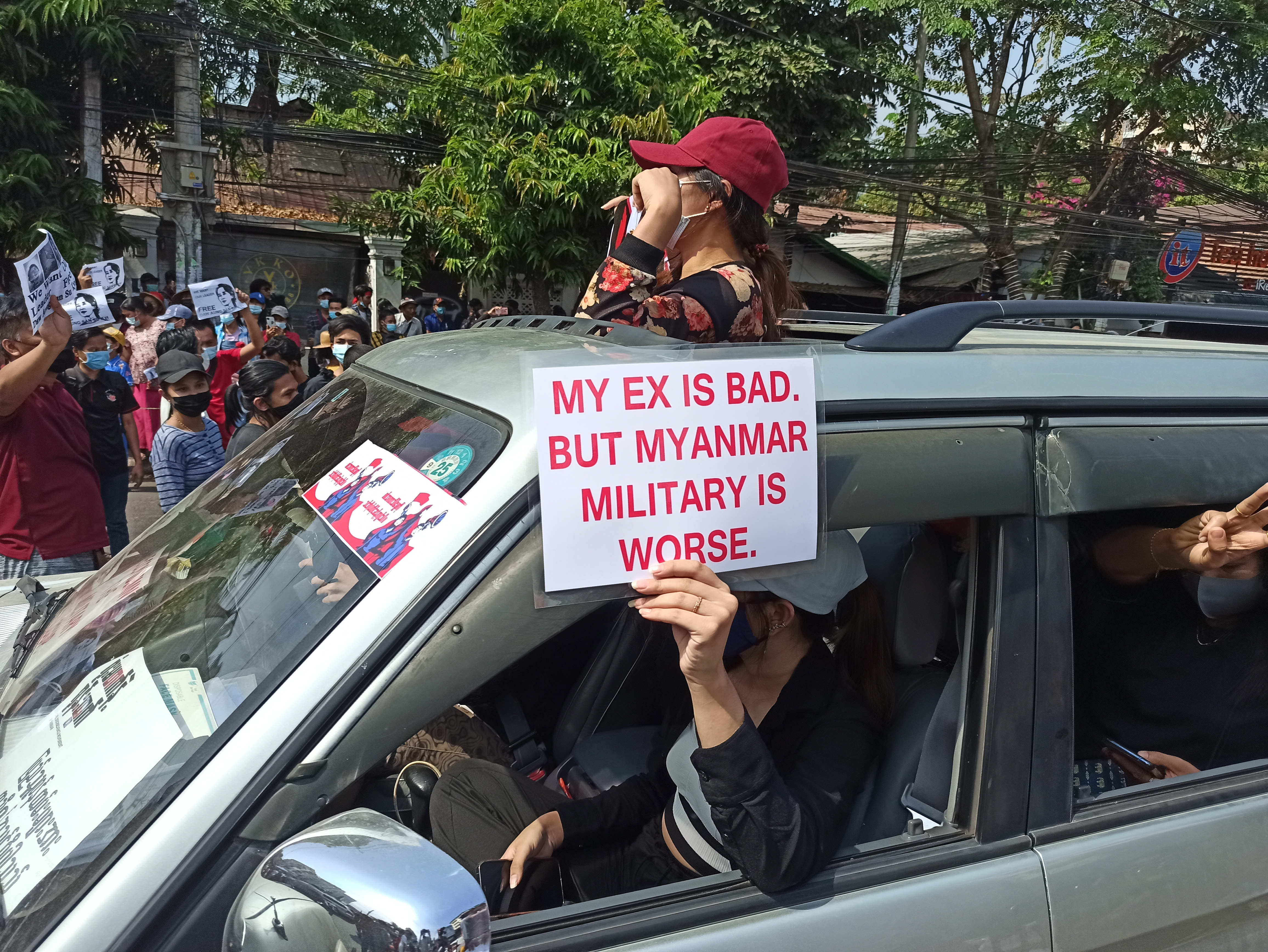
Протестующие в автомобиле с антивоенными лозунгами
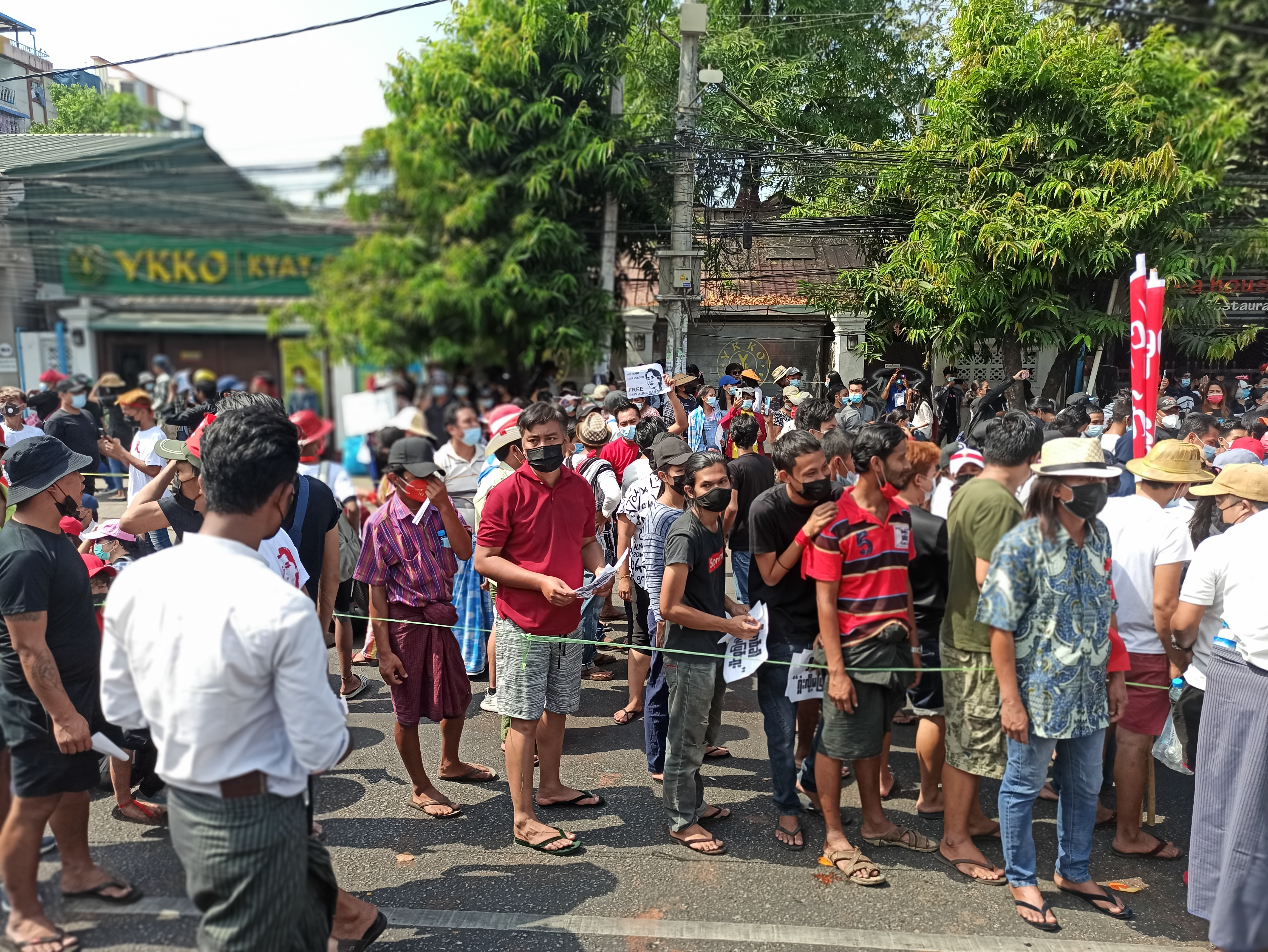
Группа протестующих выстроилась в живую цепь возле Янгонского университета
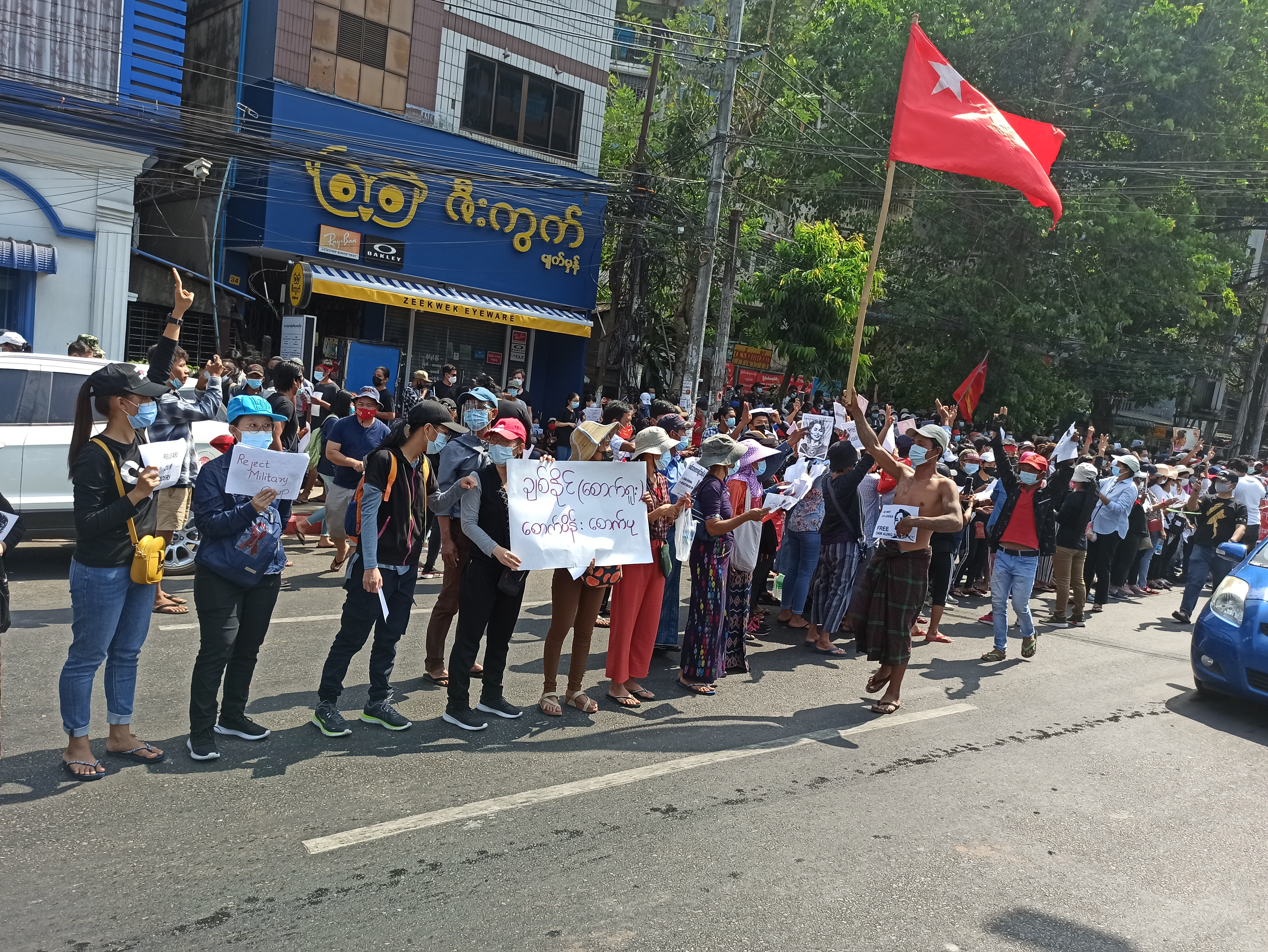
Группа протестующих осуждает Мин Аун Хлайна и размахивает флагом НЛД
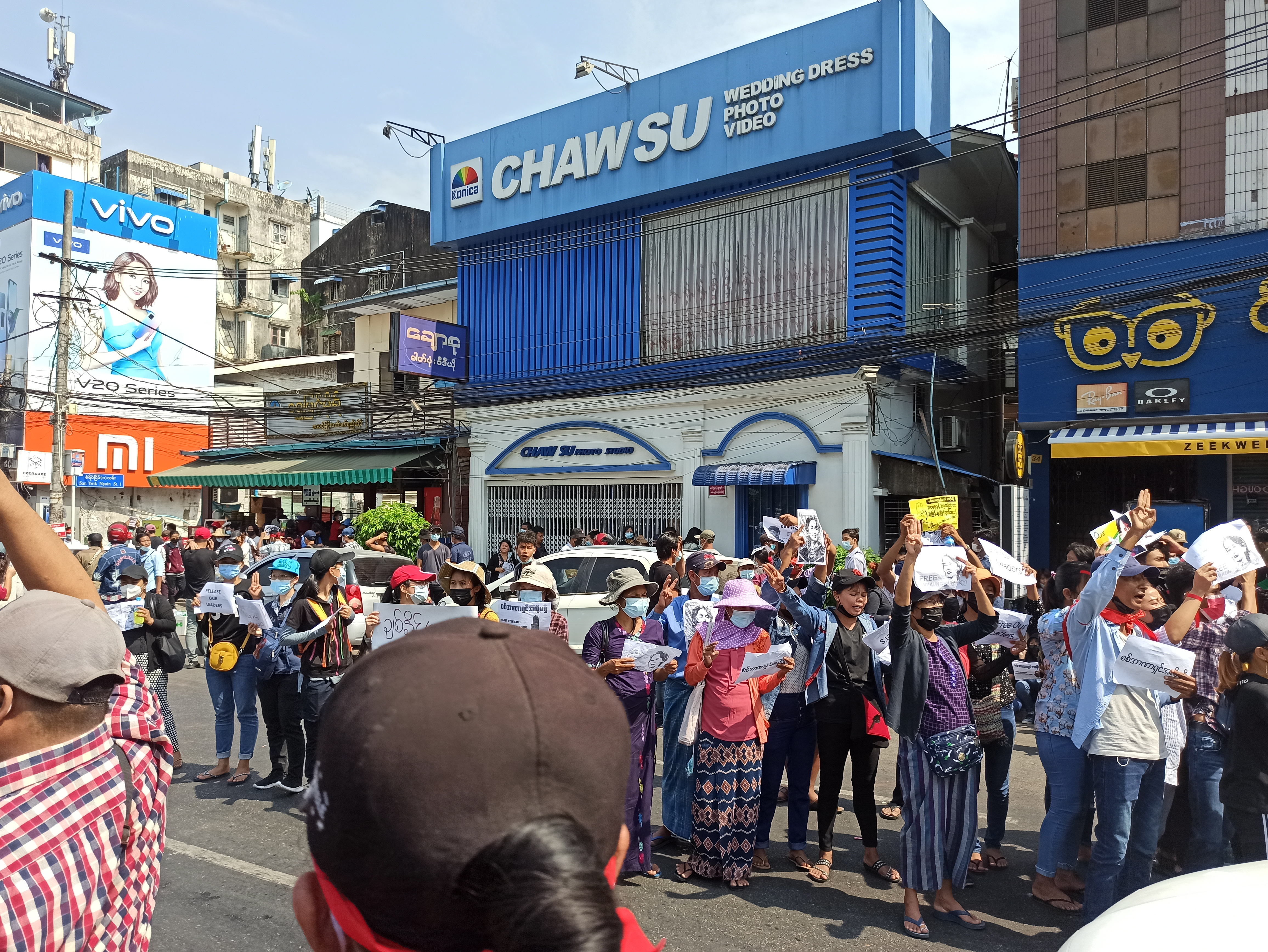
Демонстранты 8 февраля 2021 года в Янгоне
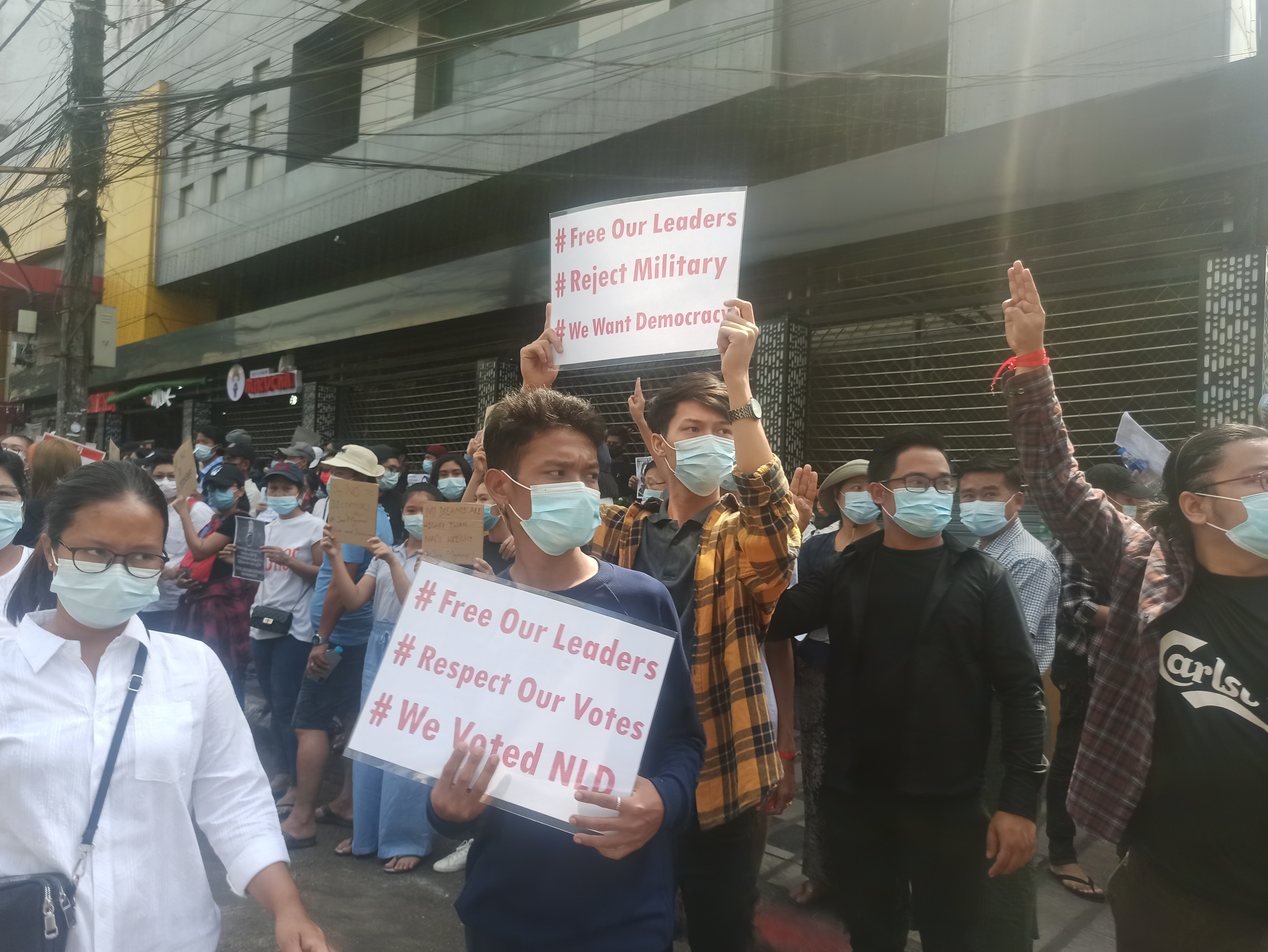
Демонстранты несут плакаты с несколькими лозунгами с хэштегами
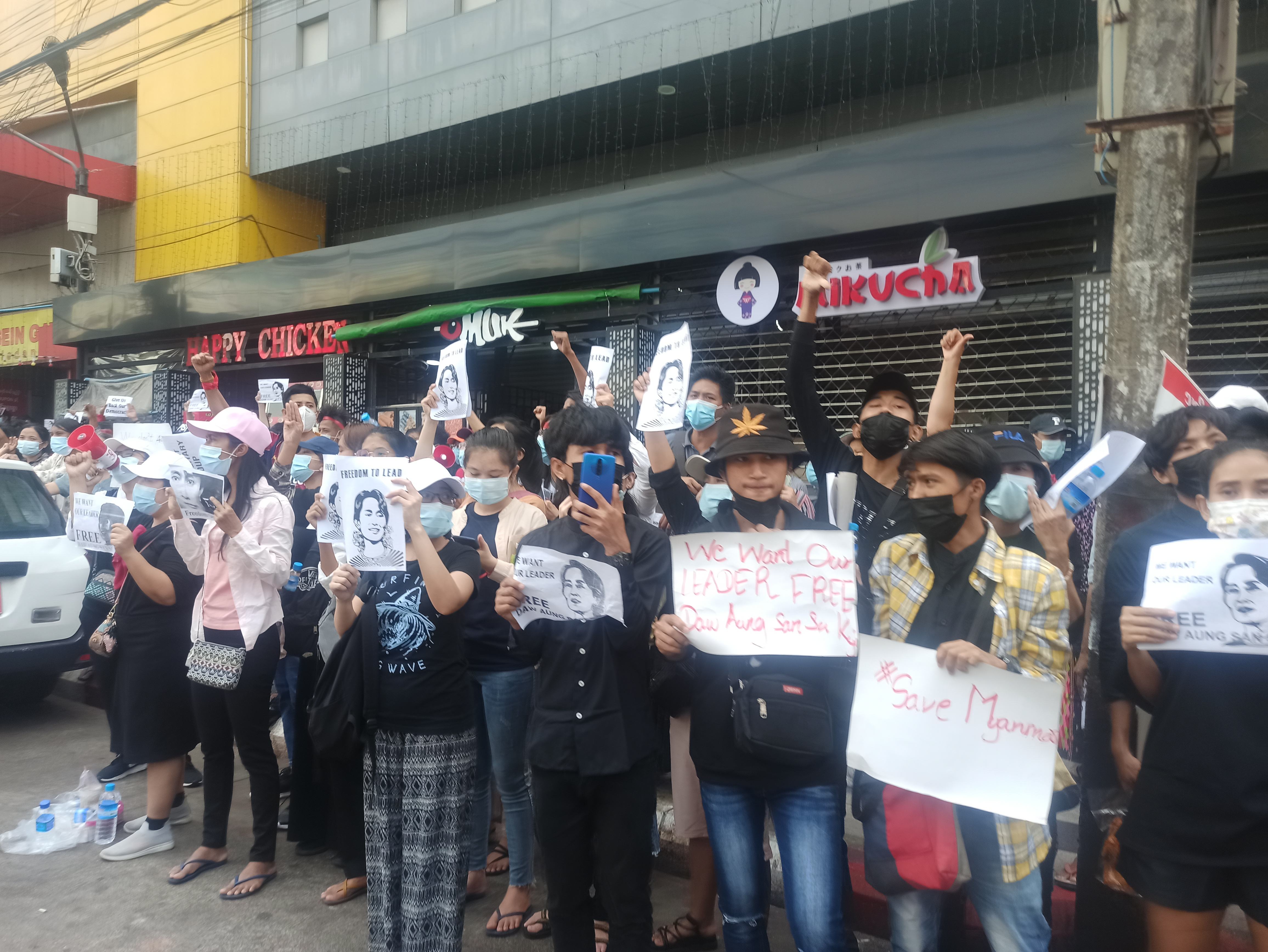
Демонстранты несут плакаты с несколькими лозунгами с хэштегами
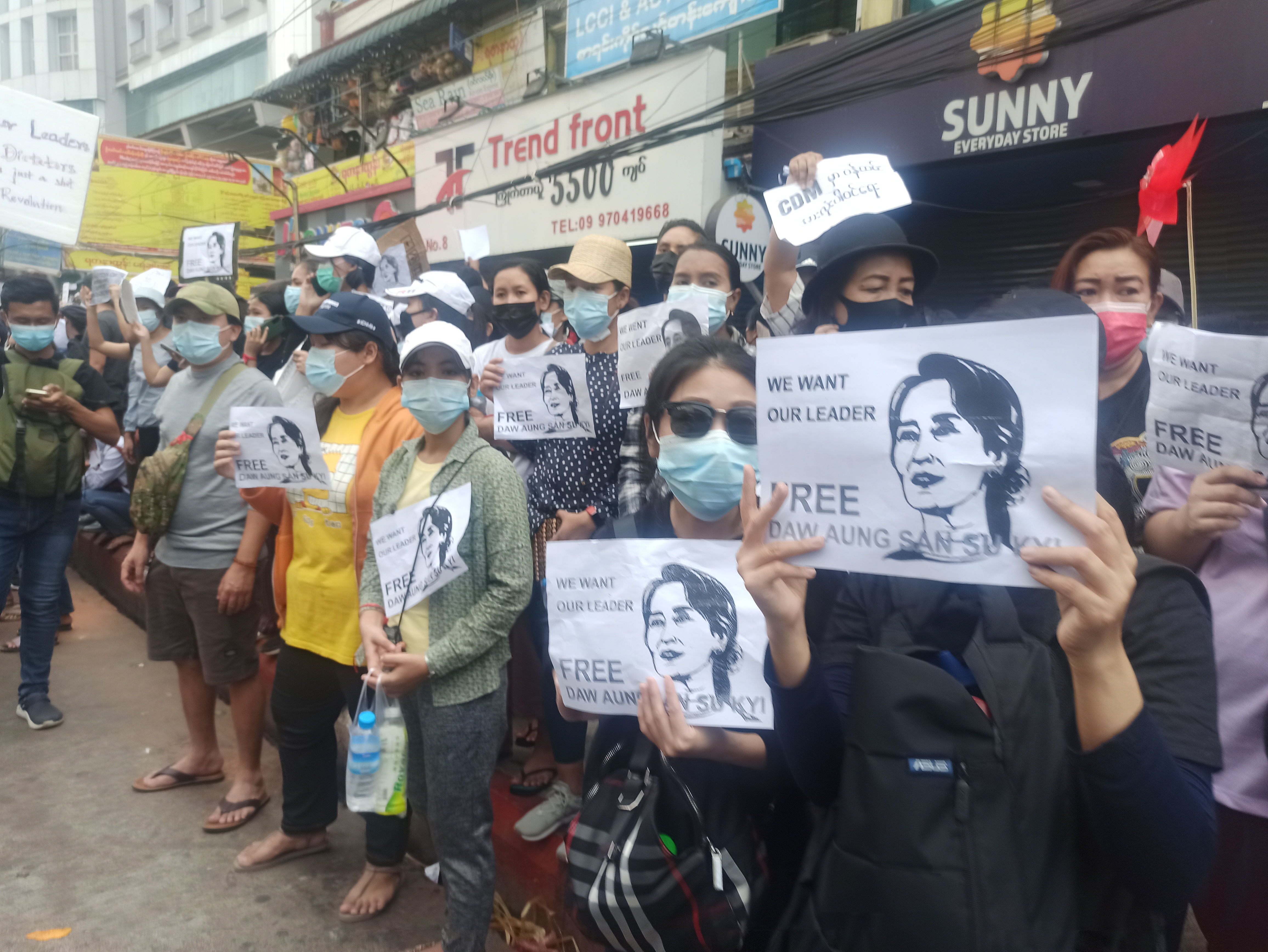
Демонстранты в Янгоне призывают освободить Аун Сан Су Чжи
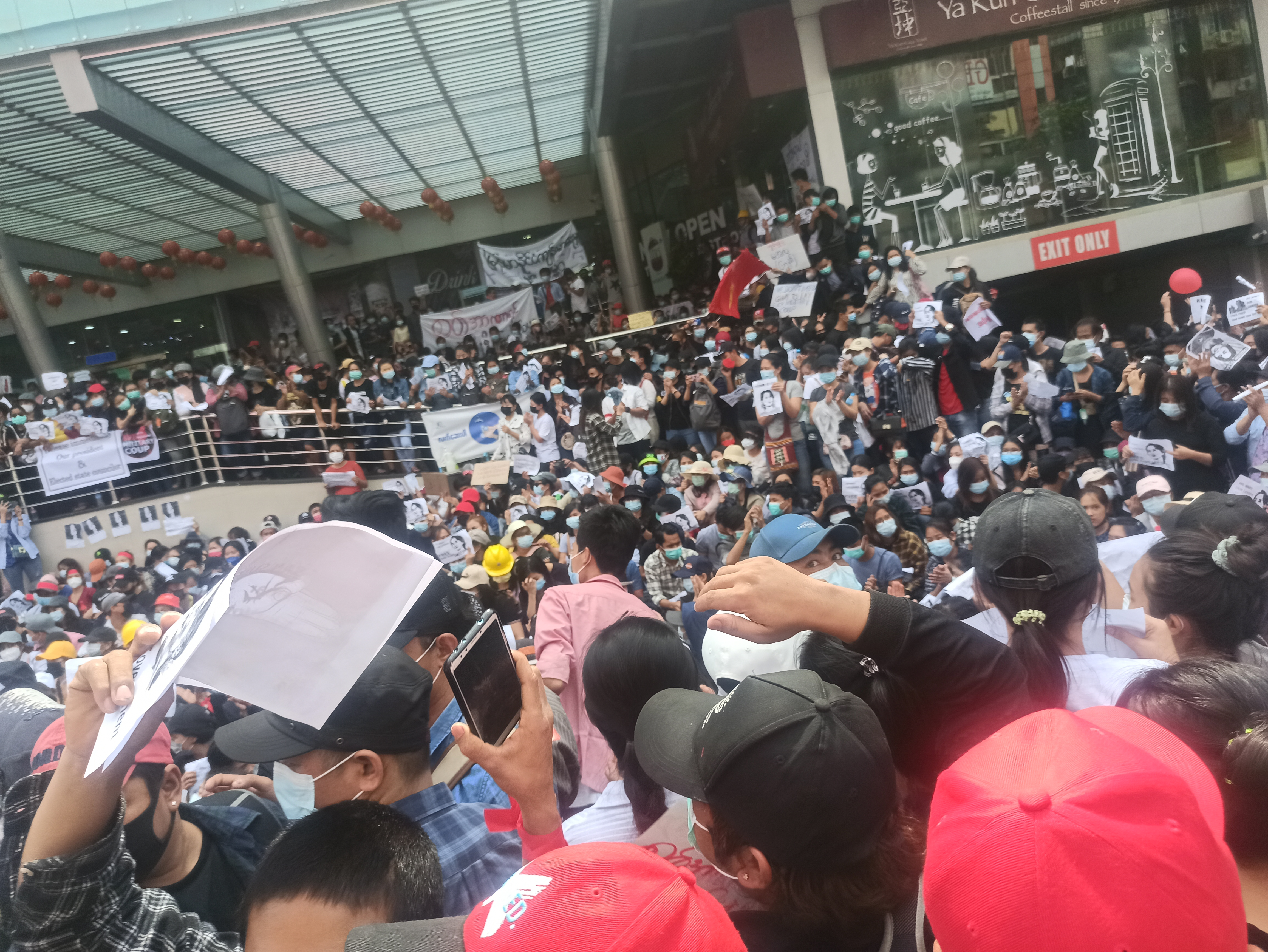
Протест в центре Хледан в 2021 году
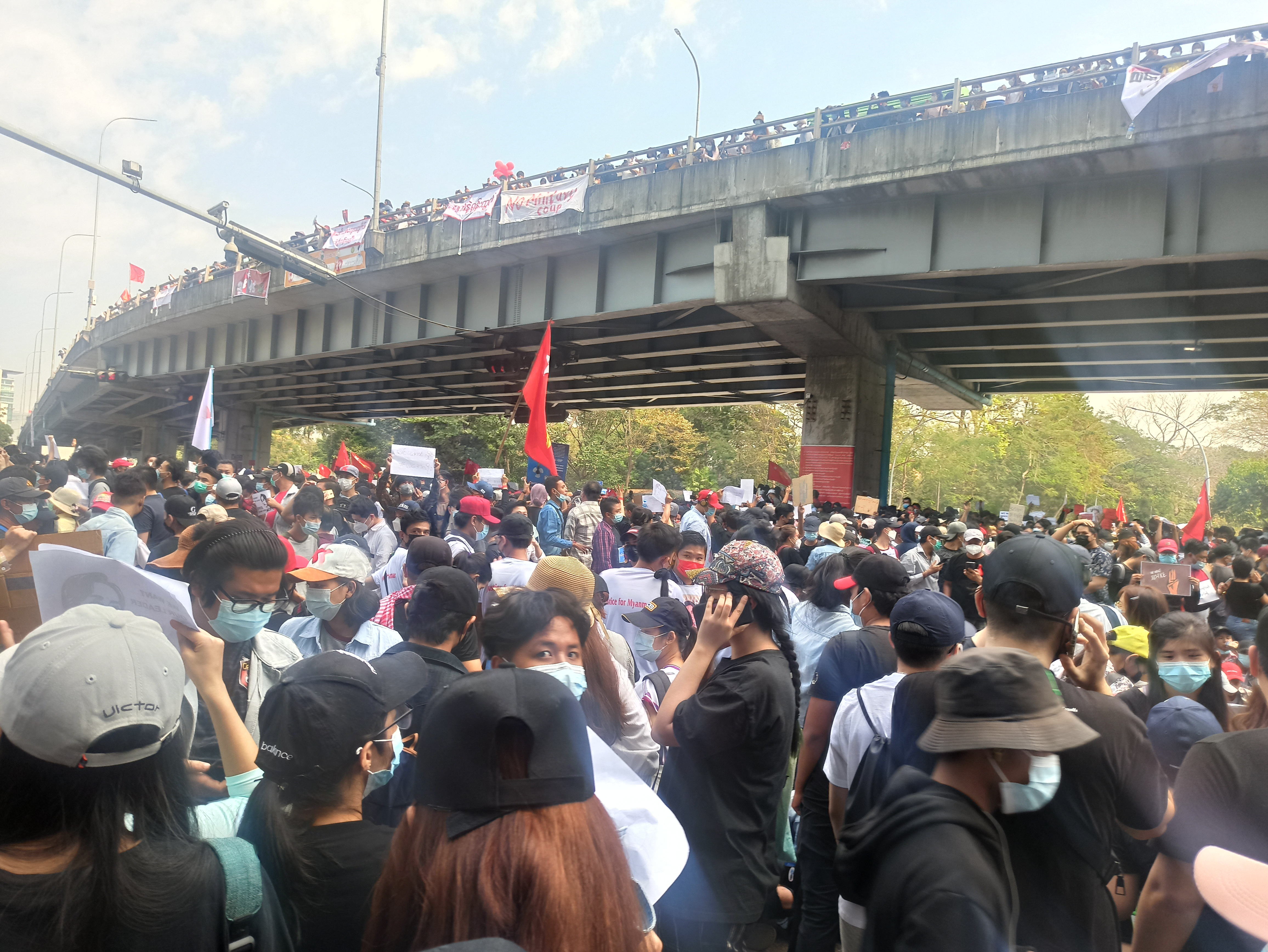
Акция протеста под мостом Хледан в 2021 году
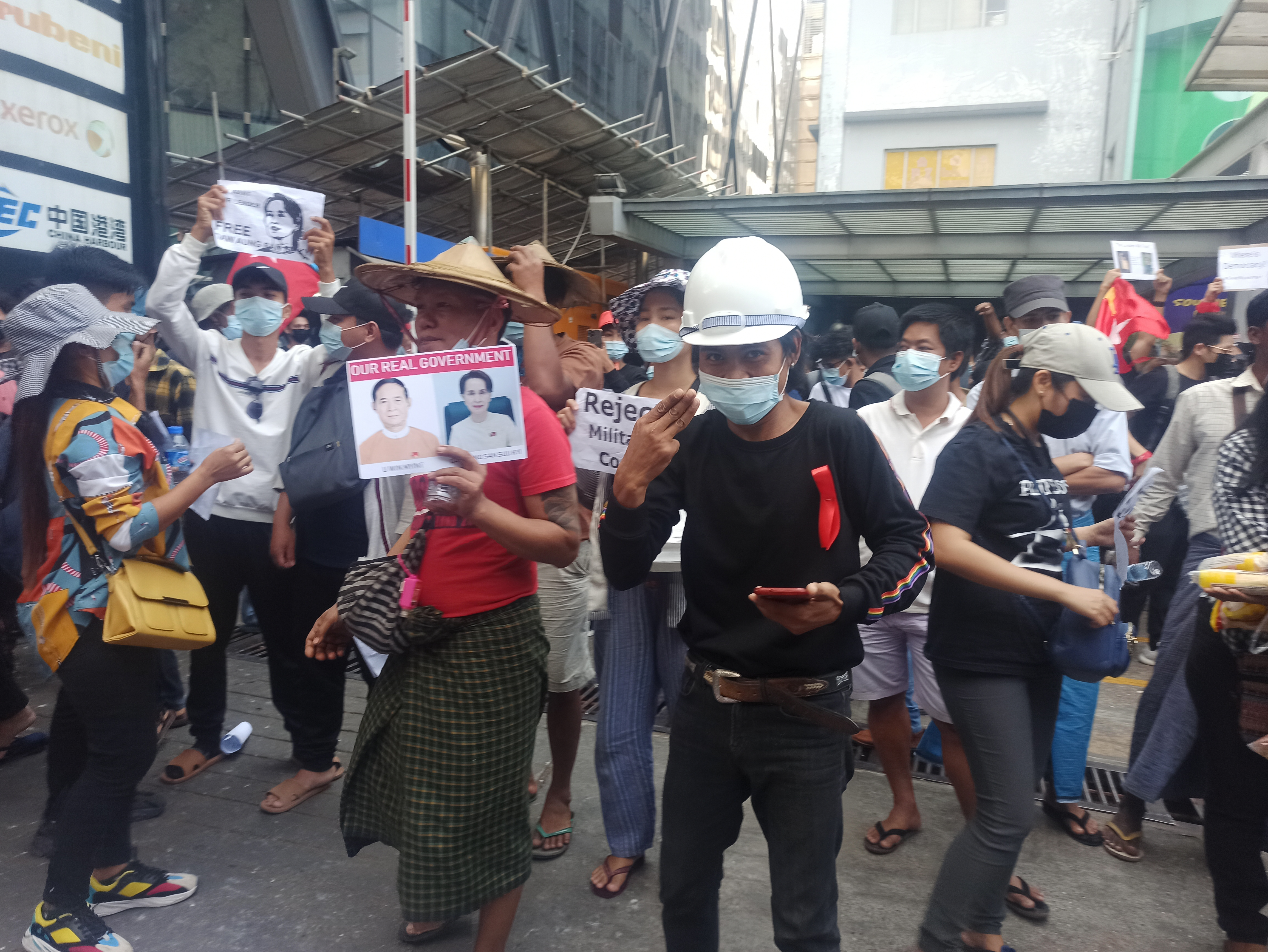
Протестующие позируют салютом из трёх пальцев
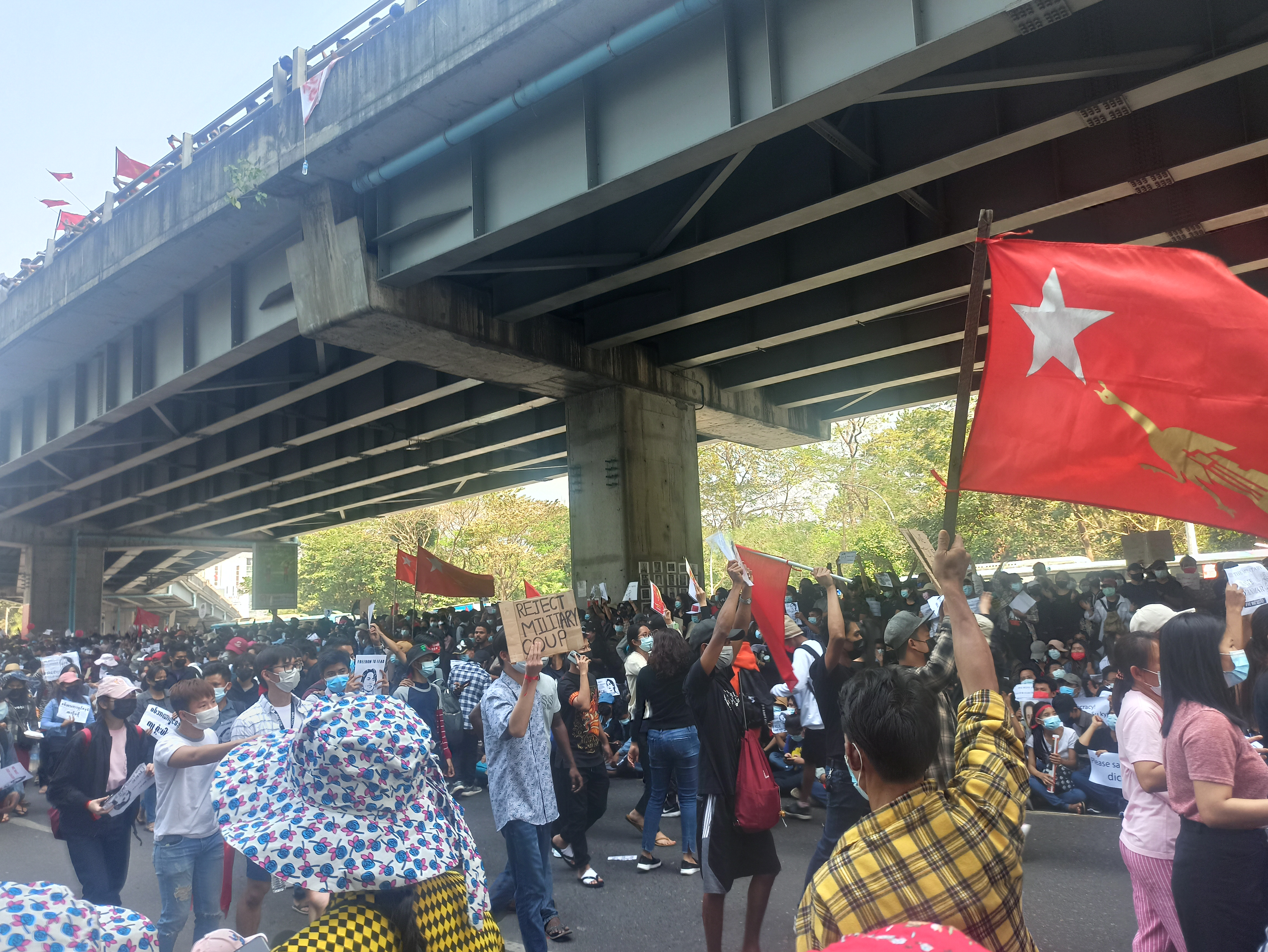
Акция протеста на перекрестке Хледан в Янгоне
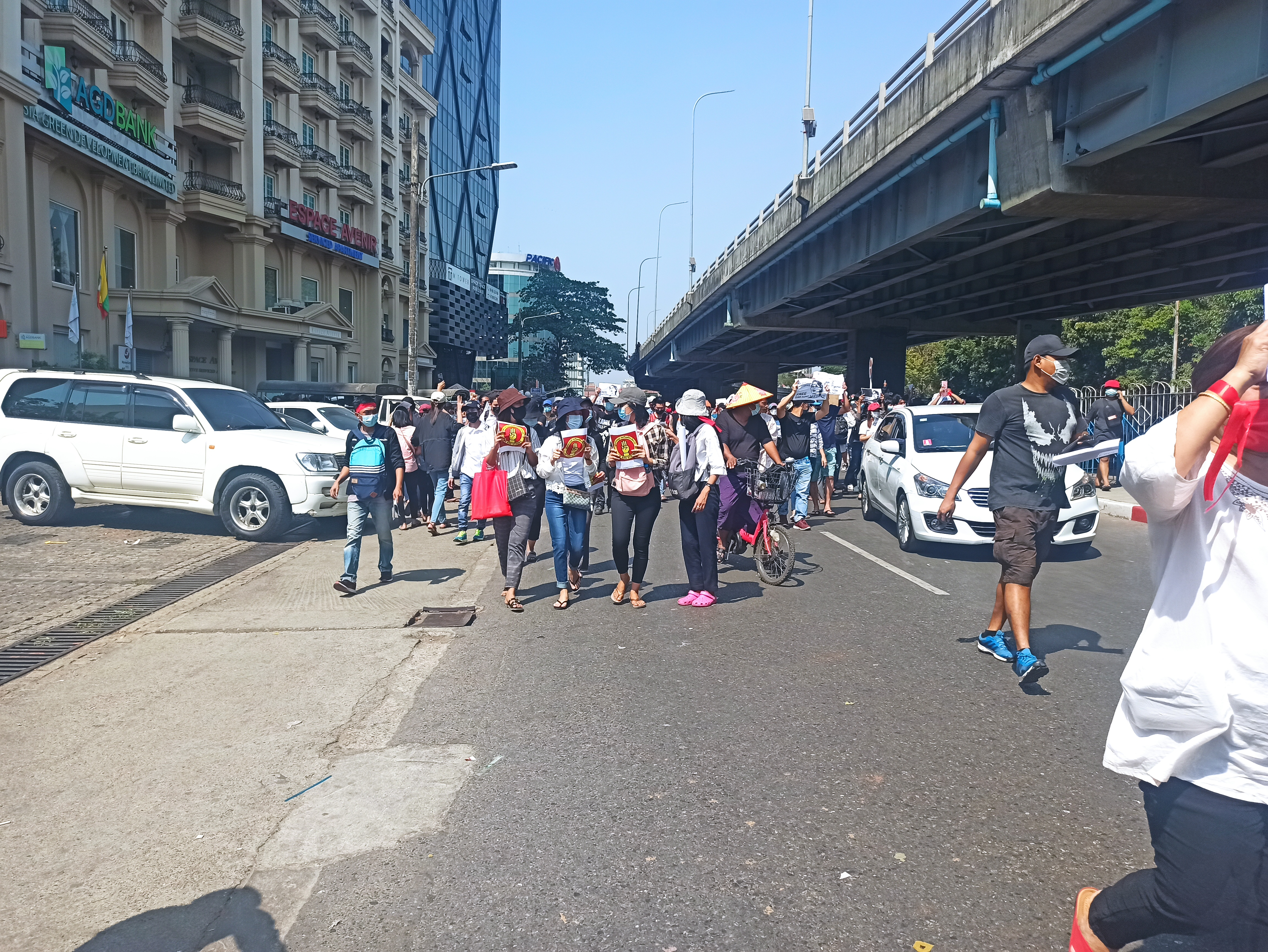
Протестующие в Янгоне идут шествием к пагоде Суле
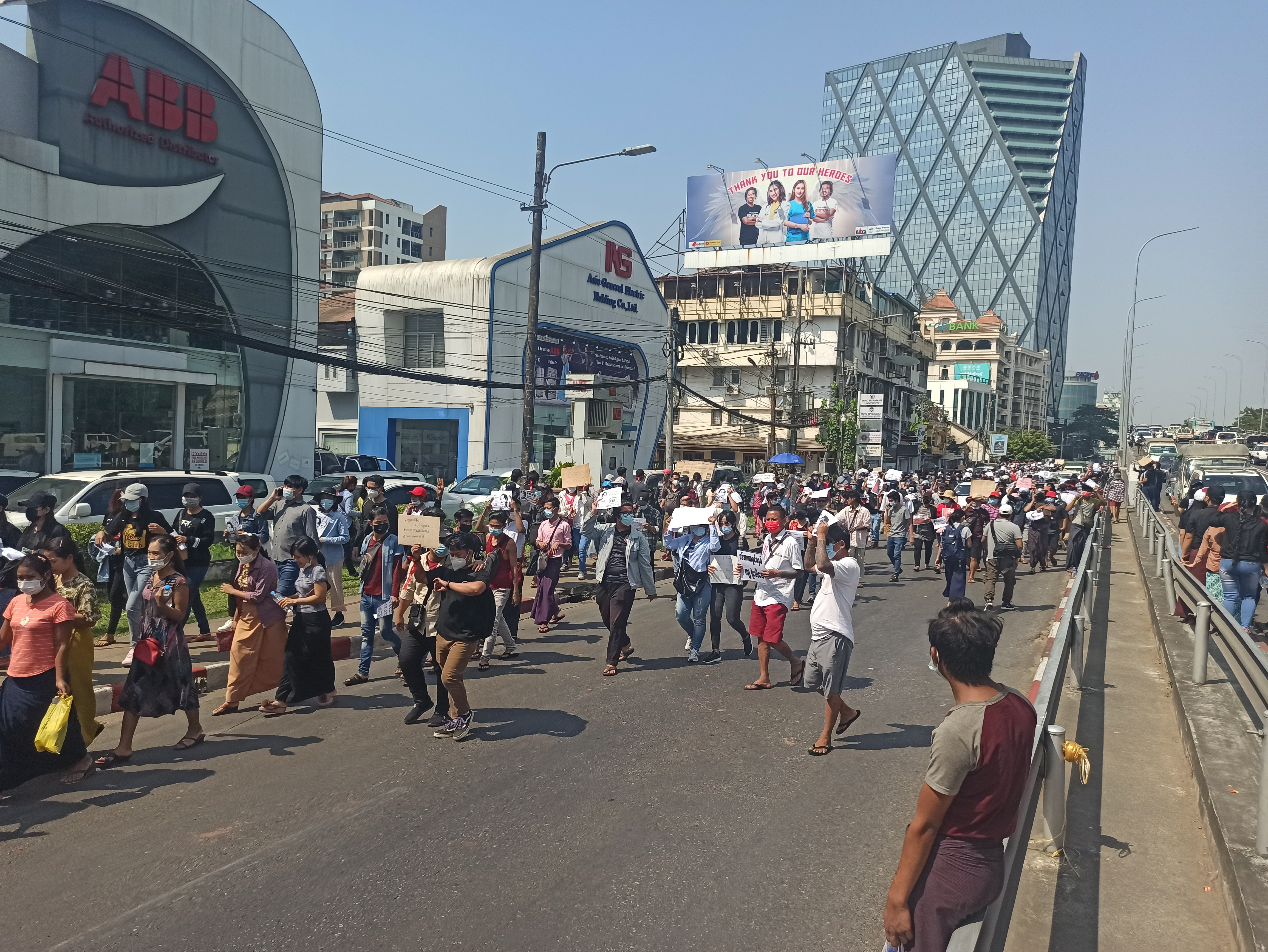
Протестующие в Янгоне идут шествием к пагоде Суле
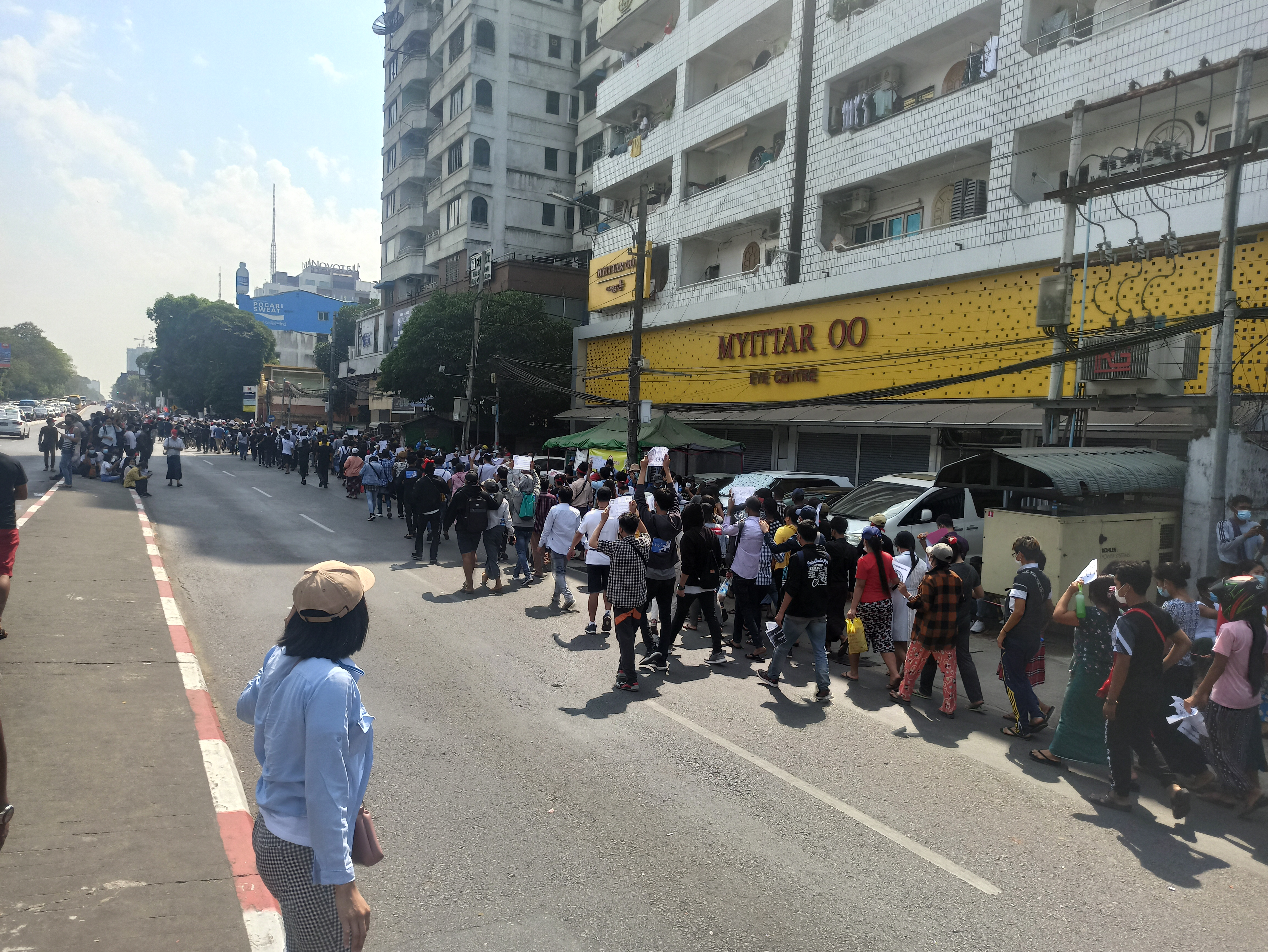
Акция протеста на Пяй-Роуд 8 февраля
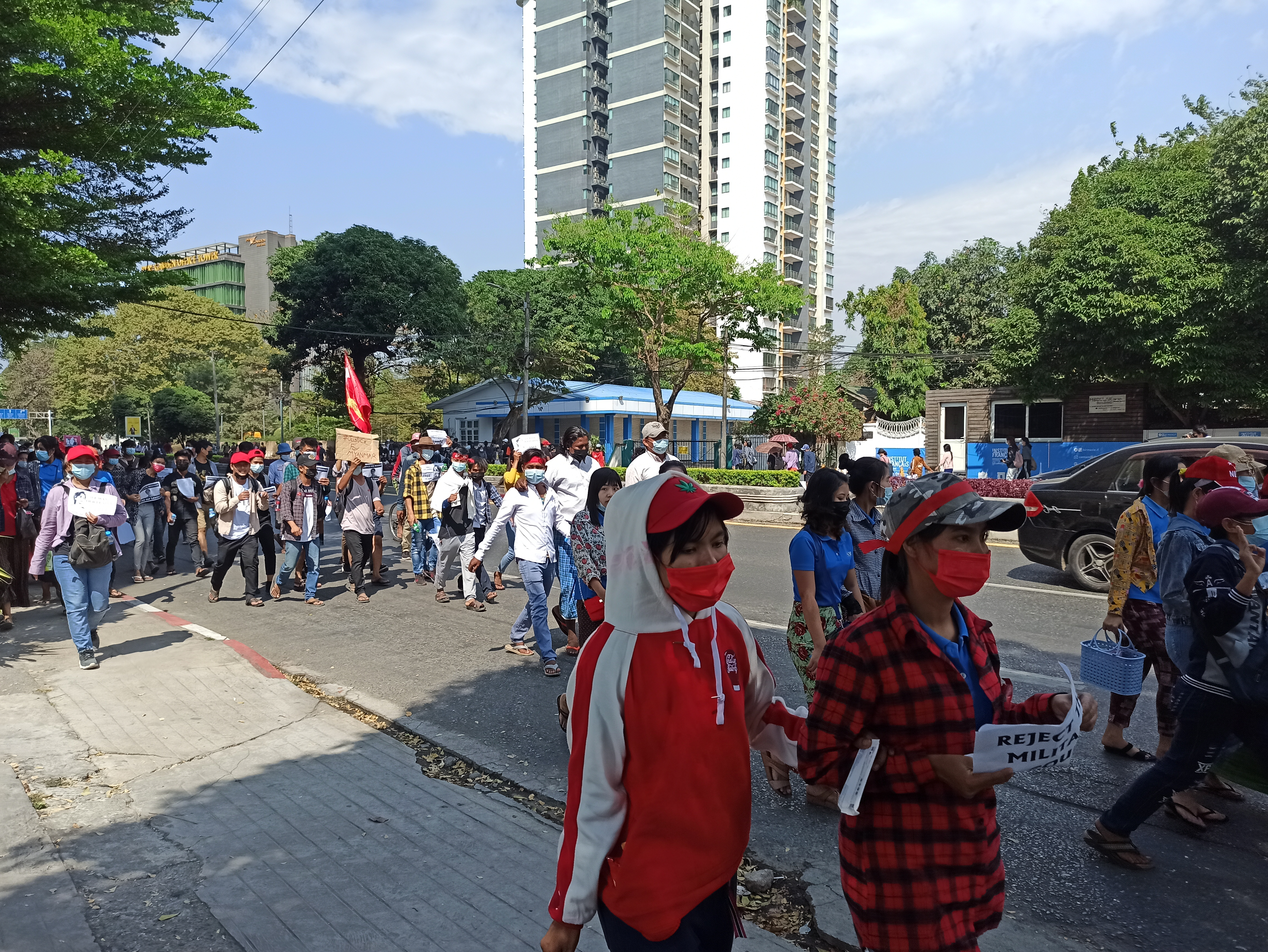
Протестующие в Янгоне
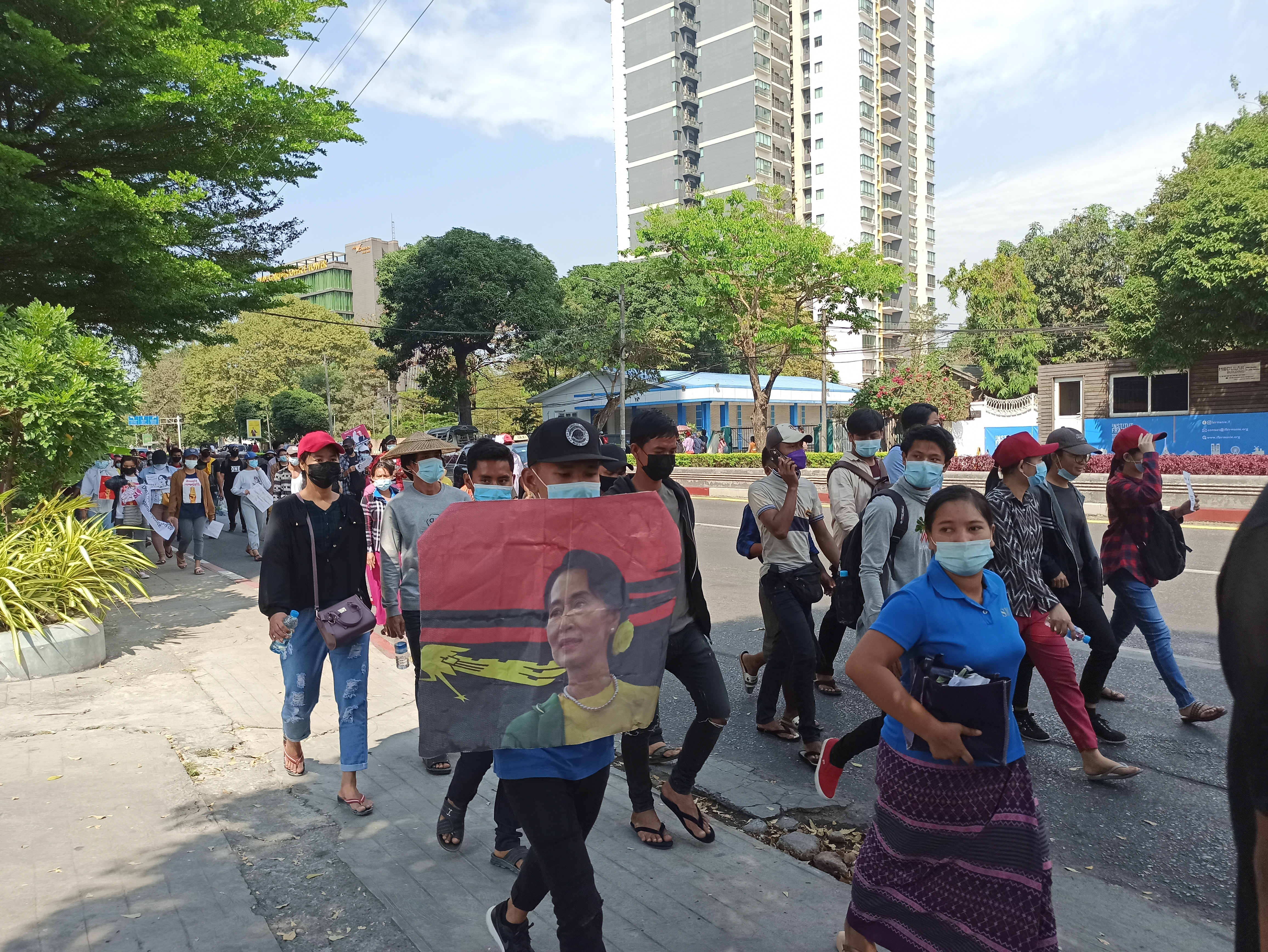
Протестующие призывают освободить Аун Сан Су Чжи